# Pierre Puget

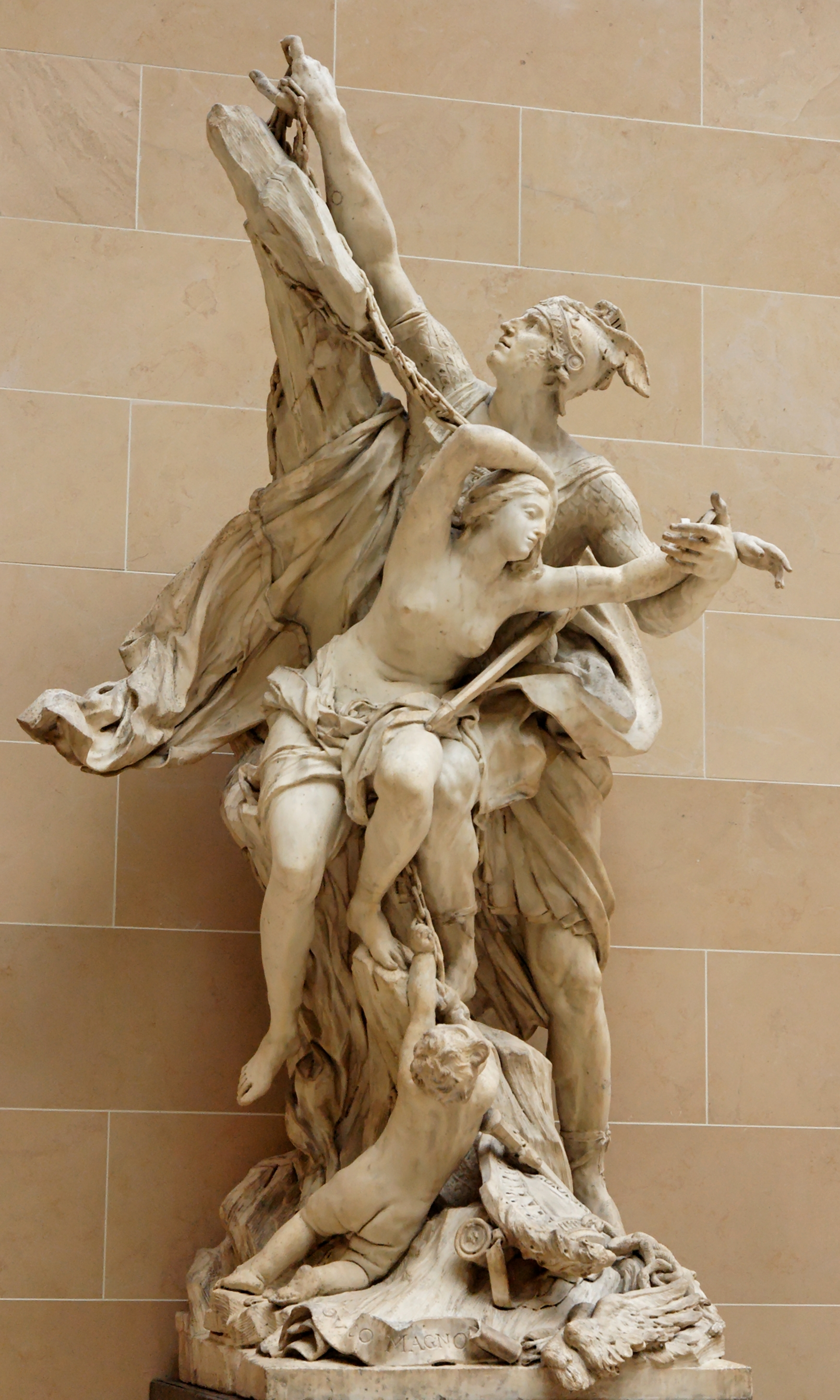
Perseo y Andrómeda (1684), Museo del Louvre

Pierre Puget (Marsella, 16 de octubre de 1620 - Marsella, 2 de diciembre de 1694), fue un escultor, dibujante, pintor y ocasional arquitecto francés, uno de los introductores del arte barroco en el país. Fue celebrado por muchos autores en los siglo XVIII y XIX como «el Miguel Ángel de Francia», uno de los representantes del espíritu clásico francés del Grand siècle en la escultura, como lo fue Nicolas Poussin para la pintura. A la vez artista y artesano, puede ser considerado como un ejemplo de un creador completo, cuyo talento trasciende las técnicas.
Al inicio de su carrera se desplazó desde su ciudad natal hasta Roma, donde tuvo a Pietro da Cortona como maestro entre 1640 y 1643. Desarrolló su carrera entre Marsella y Toulon. Entre sus primeros trabajos dignos de mención se encuentra la decoración escultórica del ayuntamiento de Toulon. Tras una segunda estancia en Italia trabajó en Toulon en los astilleros de la ciudad donde se ocupó de la decoración de barcos, mientras como arquitecto diseñaba edificios en Aix-en-Provence y en Marsella.
Como escultor sus obras más conocidas son el Milón de Crotona (1672-1682) y El encuentro de Alejandro con Diógenes (1692), dos de las pocas obras aceptadas por la Corte de París, para la decoración de las residencias reales. La pujanza de sus modelados, de una plasticidad cargada de sentimiento, convirtió las obras de Puget en unas de las más originales de la escultura barroca francesa y serán todo un referente para escultores franceses posteriores, como el también marsellés Antoine Duparc.

## Biografía

### Nacimiento y aprendizaje

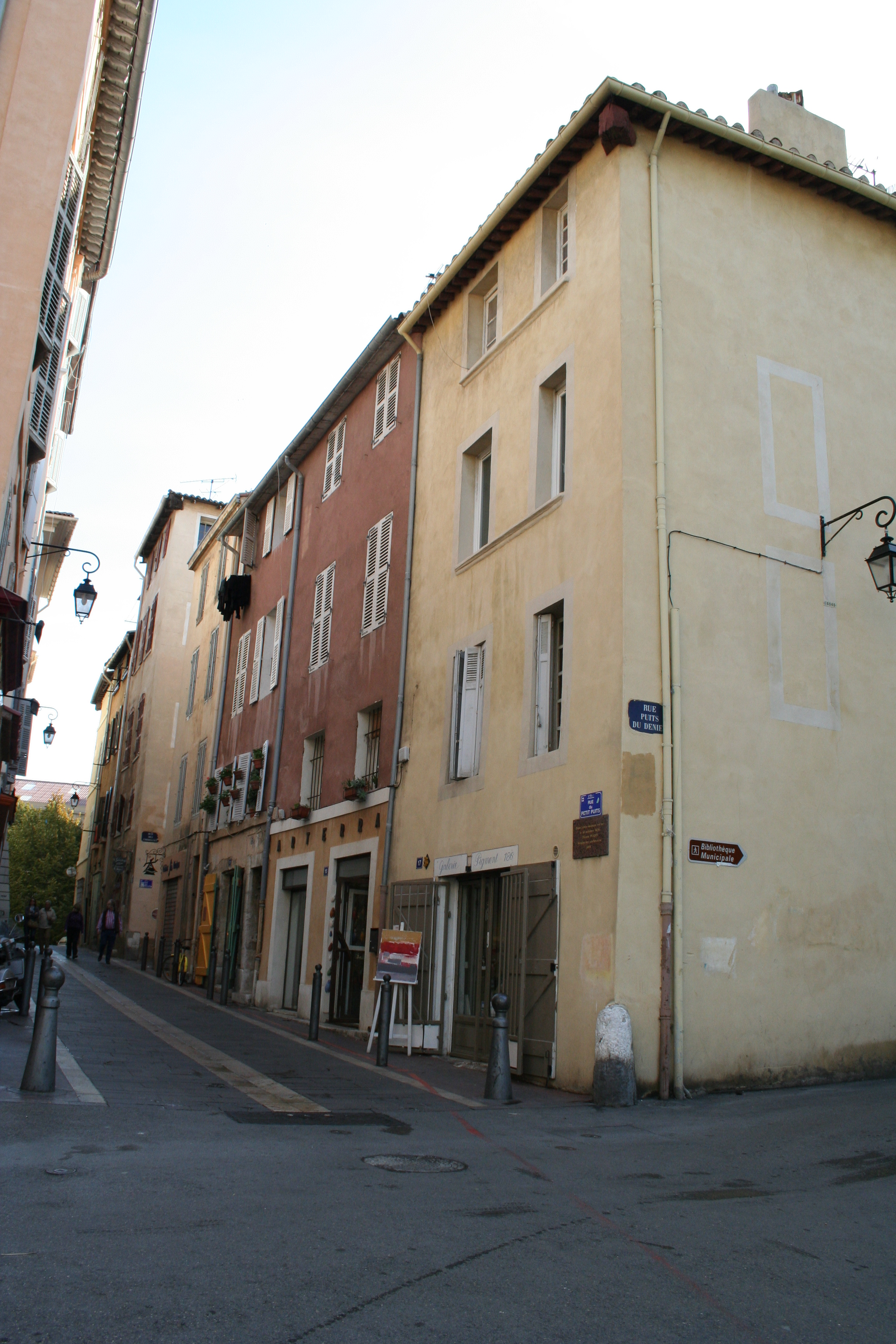
La casa natal de Pierre Puget en Marsella.

Pierre Puget nació el 16 de octubre de 1620 en Marsella, en una casa construida por su padre, ubicada en el actual número 20 de la rue du Puits du denier, en la esquina de la rue du Petit Puits en el barrio popular de Panier, cerca de la Vieille Charité. Su padre, Simón Puget, hijo de un agricultor establecido, Paul Puget llamado Paulet, se estableció en una vasta finca agrícola ubicada en l'Estaque, cerca del valle de Riaux, pero abandonó la agricultura y se mudó a Marsella alrededor de 1600 para ejercer la profesión de maestro albañil. Simón Puget se casó con Marguerite Cauvin, quien le dará nueve hijos, cuatro niños y cinco niñas: Jean, el mayor, luego Gaspard, Anne, Virginia, Jeanne, Marguerite, Constance, Peter y Caesar. Solo tres de entre ellos, todos niños, llegarán a la edad adulta: el mayor Jean, nacido en 1611, Gaspard, nacido en 1615, y finalmente Pierre.
Durante mucho tiempo se creyó que Pierre Puget había nacido en 1622 en la propiedad rural de sus abuelos en el valle de Riaux: es por eso que Cézanne pintó un cuadro, conservado en Washington en la National Gallery of Art, llamado Maison en Provence, la vallée de Riaux près de l’Estaque, para rendir homenaje al maestro venerado.
Pierre tenía solo dos años cuando su padre murió repentinamente el 8 de octubre de 1622 de una caída de un andamio. A la edad de catorce años, su madre lo hizo aprendiz del maestro Roman, especializado en la fabricación de mobiliario de iglesia. Trabajó en particular en la decoración de la iglesia de San Martín, que ahora ha desaparecido, pero, contrariamente a la tradición que prevalece sobre la fe del escultor Jean Dedieu y por el padre Bougerel, la decoración de las galeras no parece ser parte de la actividad de Roman.

### Primer viaje a Italia (1638-1643)
Alrededor de 1638, Peter partió hacia Livorno, luego a Florencia y finalmente a Roma, donde trabajó en el taller de un escultor de madera que lo introdujo en el taller de Pietro da Cortona, quien completaba entonces la decoración del palacio Barberini. De vuelta en Florencia para terminar el palacio Pitti, Cortona intentó retener a Puget, pero este decidió regresar a Marsella a finales de 1643 o principios de 1644 para reunirse con su madre enferma. Fue durante este período en el que tuvo que pintar el retrato de su madre.

### Marsella y Toulon (1644-1659)

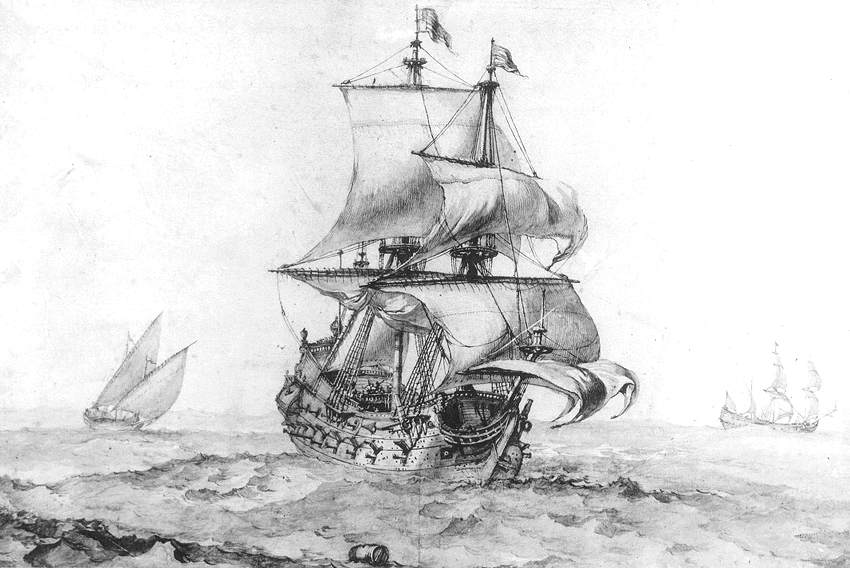
Vaisseau de guerre dibujado por Pierre Puget. El artista decoró el cuarto trasero de varios buques de guerra. le gaillard arrière.

Pierre asistió el 25 de mayo de 1644 en Marsella a la división de los bienes paternos con sus dos hermanos Jean y Gaspard. En 1645, probablemente después de la muerte de su madre, Pierre se unió a su hermano Gaspard en Toulon, que, de cantero, se había convertido en escultor y después en arquitecto. El almirante Jean Armand de Maillé le pidió que trabajara para el taller del maestro tallista en madera Nicolás Levray, jefe del taller de decoración en el arsenal de Toulon: decoró el navío Le Magnifique que, después de la muerte del almirante, fue rebautizado como La Reine.
Durante el año 1646, Puget hizo una corta estadía en Roma, donde acompañó a un fraile religioso enviado por la reina madre para copiar allí antigüedades. Este religioso podría haber sido, como piensa Lagrange, el padre Joseph que «había pintado al servicio de Vouet antes de ir a Roma, donde se ahogó en el Tíber». De vuelta en Toulon, se casó con Paule Boudet el 8 de julio de 1647. Tendrán un hijo, François Puget, que nacerá el 17 de diciembre de 1651 y que será pintor.
Durante el periodo de la Fronda (1648-1652), la actividad del arsenal prácticamente cesó y Puget se dedicó esencialmente a la pintura. Realizaba a pedido pinturas y retablos para cofradías religiosas, iglesias parroquiales y conventos. Así, en 1652, para el baptisterio de la catedral de Marsella, realizó Le baptême de Constantin [El bautismo de Constantino] y Le baptême de Clovis [El bautismo de Clodoveo]. Dominaba ya perfectamente el arte pictórico.
El 16 de febrero de 1655, la ciudad de Toulon decidió erigir un portal con balcón en el Consistorio. Los cónsules de Toulon pasaronn un encargo a Nicolás Levray; Pierre Puget, que ya había desarrollado una carrera como escultor desde hacía algunos años, propuso disponer dos atlantes a la Miguel Ángel para sostener el balcón. Los cónsules entusiasmados con el proyecto retiraron el encargo a Nicolás Levray para hacer un nuevo acta con Pierre Puget. Fue un éxito brillante.

### De Vaudreuil a Vaux-le-Vicomte (1659-1661)
Aunque Puget continuó pintando de vez en cuando, fue su reputación como escultor la que cruzó las fronteras desde la Provenza hacia la Corte. El marqués de Girardin lo llamó para que decorase con estatuas el parque de su castillo de Vaudreuil. Nicolás Fouquet, entonces superintendente de Finanzas, lo solicitó luego para realizar algunas esculturas del palacio de Vaux-le-Vicomte y lo envió a Génova para elegir los más hermosos mármoles de Carrara para su realización. Después de la caída en desgracia de Fouquet que se produjo con su arresto el 5 de septiembre de 1661, Puget decidió cautelosamente quedarse en Génova.

### Segunda estancia italiana: Génova (1661-1668)

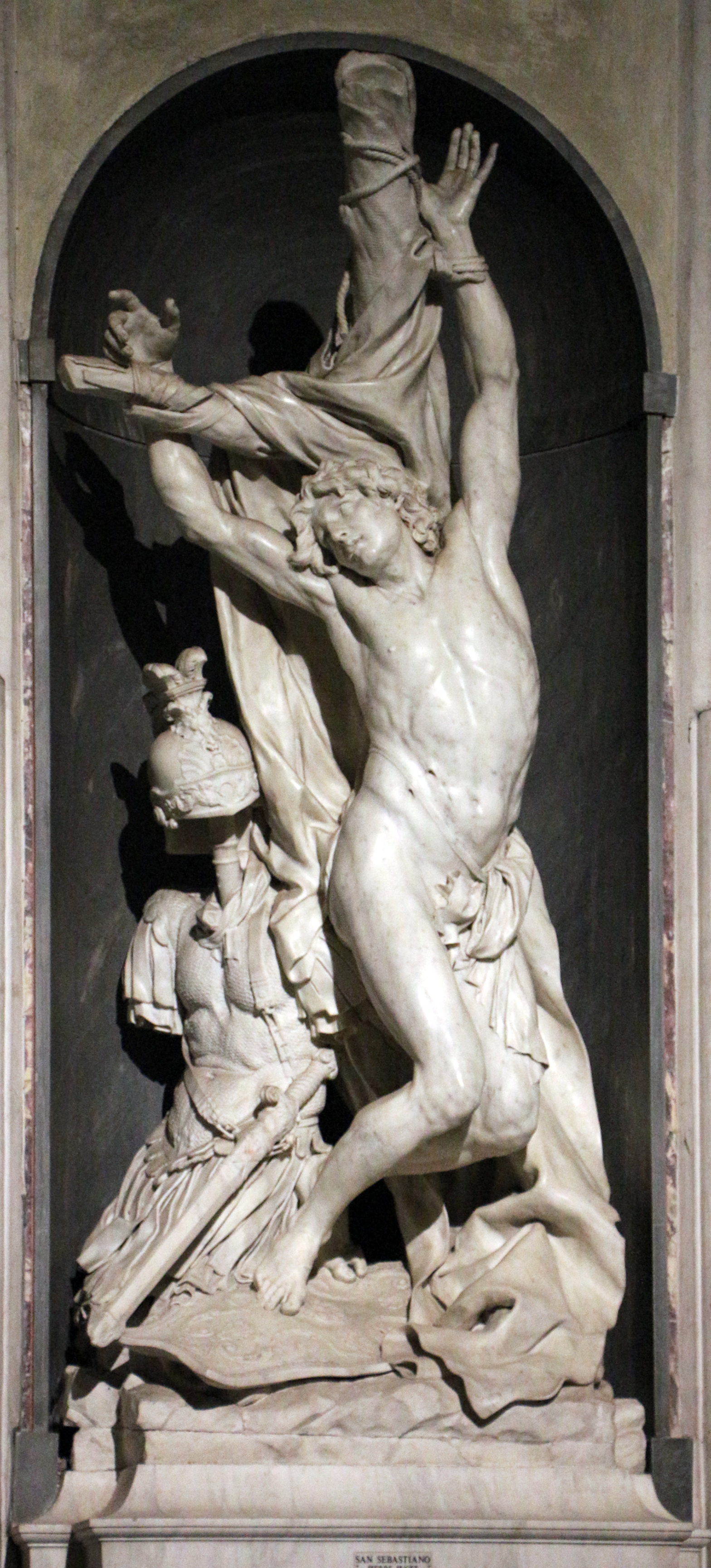
Saint Sébastien, Génova, basílica de Santa María Assunta.

Pierre trabajó duro para los patricios de la capital de Liguria. El Hercule gaulois originalmente destinado a los jardines de Vaux-le-Vicomte, fue tallado durante este período. Hizo un breve viaje a Roma en 1662 y una breve estancia en Provenza en mayo de 1663, donde regresó con su esposa, su hijo y el estudiante Christophe Veyrier. El trabajo de mármol más fino que la piedra que había utilizado para crear los Atlantes de Toulon (en piedra de Calissanne) fue para Puget un deslumbramiento. Tenía por el mármol una admiración sensual y casi amorosa; le escribió a Louvois en 1683: 

(...) la pieza de mármol es impecable y blanca como la nieve...
(...) la pièce de marbre est sans défaut et blanche comme neige...
Pierre Puget

 También quería dominar este material ya que escribe en la misma carta la famosa frase: 

(...) el mármol tiembla frente a mí, no importa cuán grande sea la pieza.
(...) le marbre tremble devant moi, si grande que soit la pièce.
Pierre Puget

 Siguió pintando: la tabla de la Sainte famille data de alrededor de 1663.
La municipalidad de Marsella deseaba reconstruir un ayuntamiento, Pierre Puget realizó dos proyectos en Génova. El primero, que data de 1663, es un dibujo de un edificio diseñado como un palacio romano. El segundo proponía un edificio más modesto. Ninguno de esos proyectos será realizado.

### El arsenal de Toulon (1668-1679)
Puget regresó a Francia en 1668 para asegurarse la dirección del taller de escultura del arsenal de Toulon, sustituyendo a Nicolás Levray. No aceptó el puesto hasta después de un largo período de negociación. En una carta del 18 de enero de 1667 indicaba sus exigencias que no serán aceptadas por Colbert, ministro y sucesor de Fouquet, hasta abril de 1668.
Continuó elaborando para Marsella y Toulon algunos proyectos urbanísticos. También realizó algunas esculturas destinadas al parque de Versalles: la estatua de Milon de Crotone, el bajorrelieve de Alexandre et Diogène, y la estatua de Persée délivrant Andromède.
La independencia de Puget y sus costosos proyectos terminaron exasperando a Colbert, quien lo despidió en 1679 del taller del arsenal de Toulon.

### Retorno final a Marsella (1680-1694)

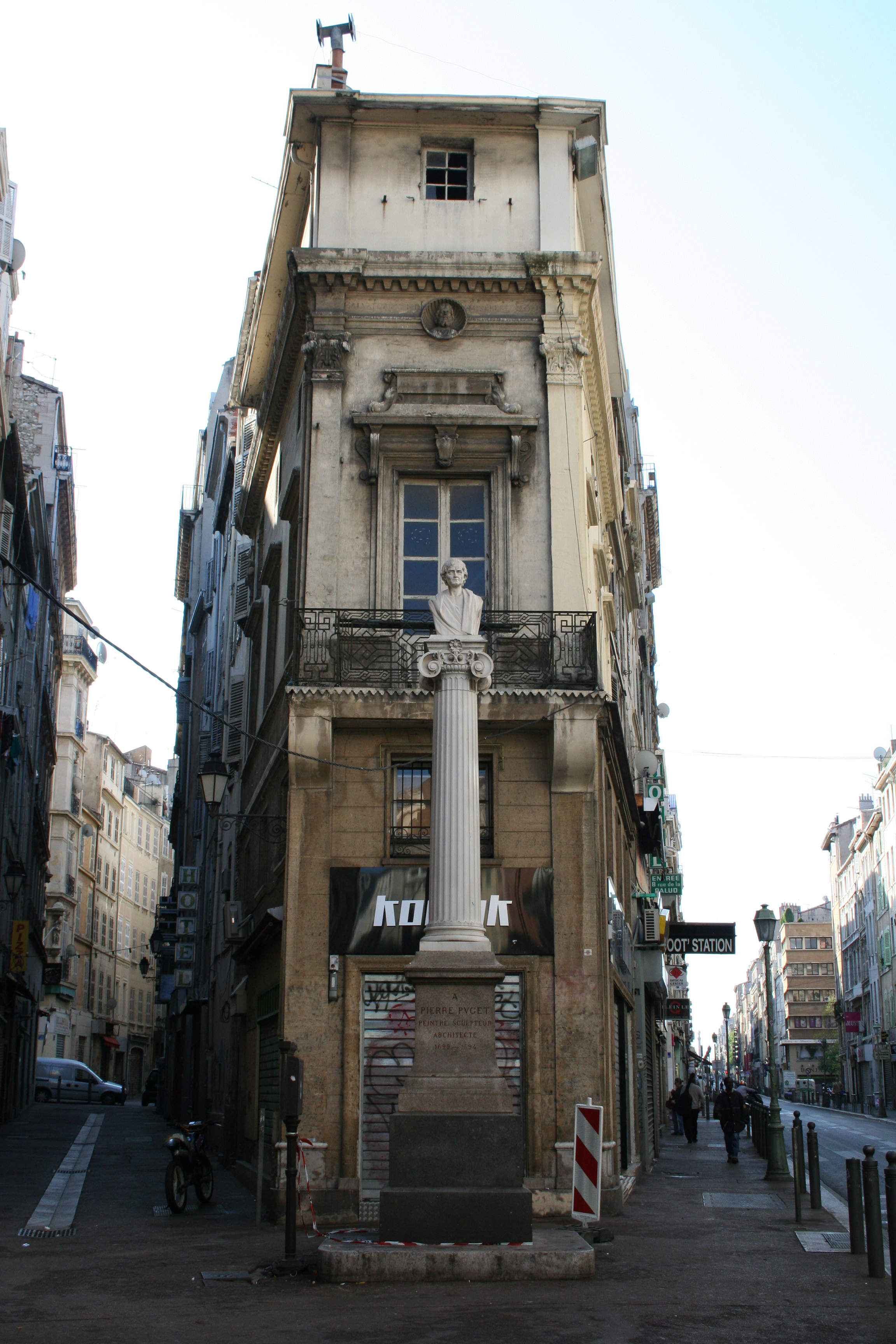
La casa de Pierre Puget, Marsella, esquina de la rue de Rome y de la rue de la Palud.

Puget dejó Toulon para instalarse en Marsella. En 1681 se construyó una casa en la esquina de la rue de Rome y la rue de la Palud. Esta casa consta de una planta baja con entresuelo, dos plantas y un ático. La ventana del primer piso sobre la fachada en chaflán se abre sobre un balcón. Por encima de esta ventana, Puget colocó en un nicho circular un busto de Cristo en forma redonda con esta inscripción: «Salvator mundi, miserere nobis» y por debajo se podía leer: «Nul travail sans peine» [Ningún trabajo sin problemas]. Durante el siglo XIX, el busto de Cristo fue reemplazado por una cabeza de Hermes de una gran mediocridad. El busto original sería el del Museo de Bellas Artes de Marsella u otro conservado en una colección particular. A principios del siglo XIX, se cortaba la cornisa de la casa; el albañil a cargo de las reparaciones iba a arrasar los capiteles y las pilastras considerándolas nidos de polvo cuando el arqueólogo Alexandre de Fauris de Saint-Vincens (1750-1819) detuvo el vandalismo.
Entre 1690 y 1693, también se construyó una bastida en la colina Fongate. Esta casa de campo aparece en un grabado anónimo de la Cámara de Comercio de Marsella; alrededor de 1870 será casi completamente demolida para permitir la apertura de una salida de la actual calle Fongate, que era entonces un callejón sin salida. Una parte de la bastida siguió siendo la sala de estar de Pierre Puget, que la llamaba la sala de estar china. Pierre Puget murió en esta bastida el 2 de diciembre de 1694. 

## El pintor

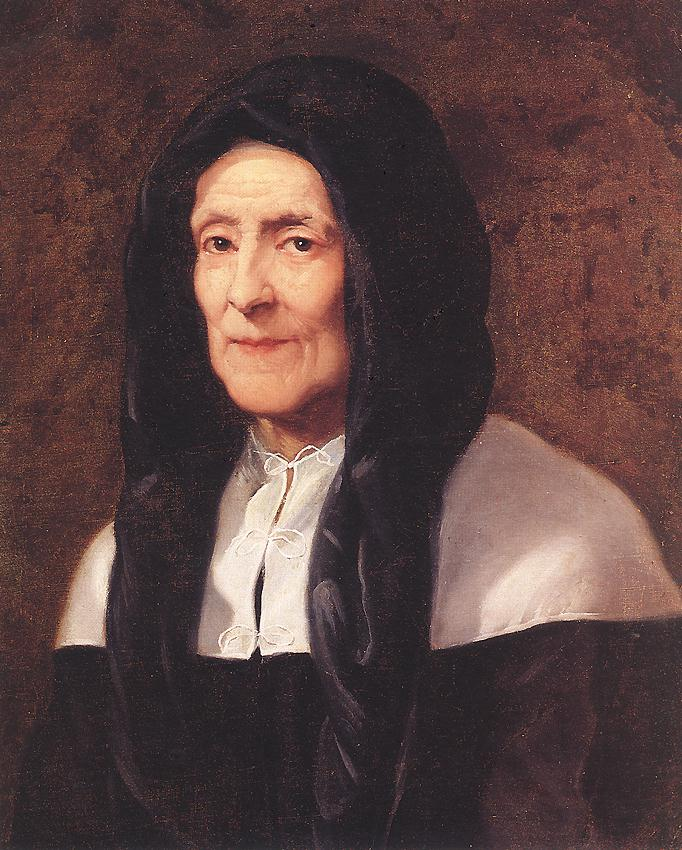
'Portrait de la mère de Pierre Puget (ca. 1643-1644), colección privada de Nîmes

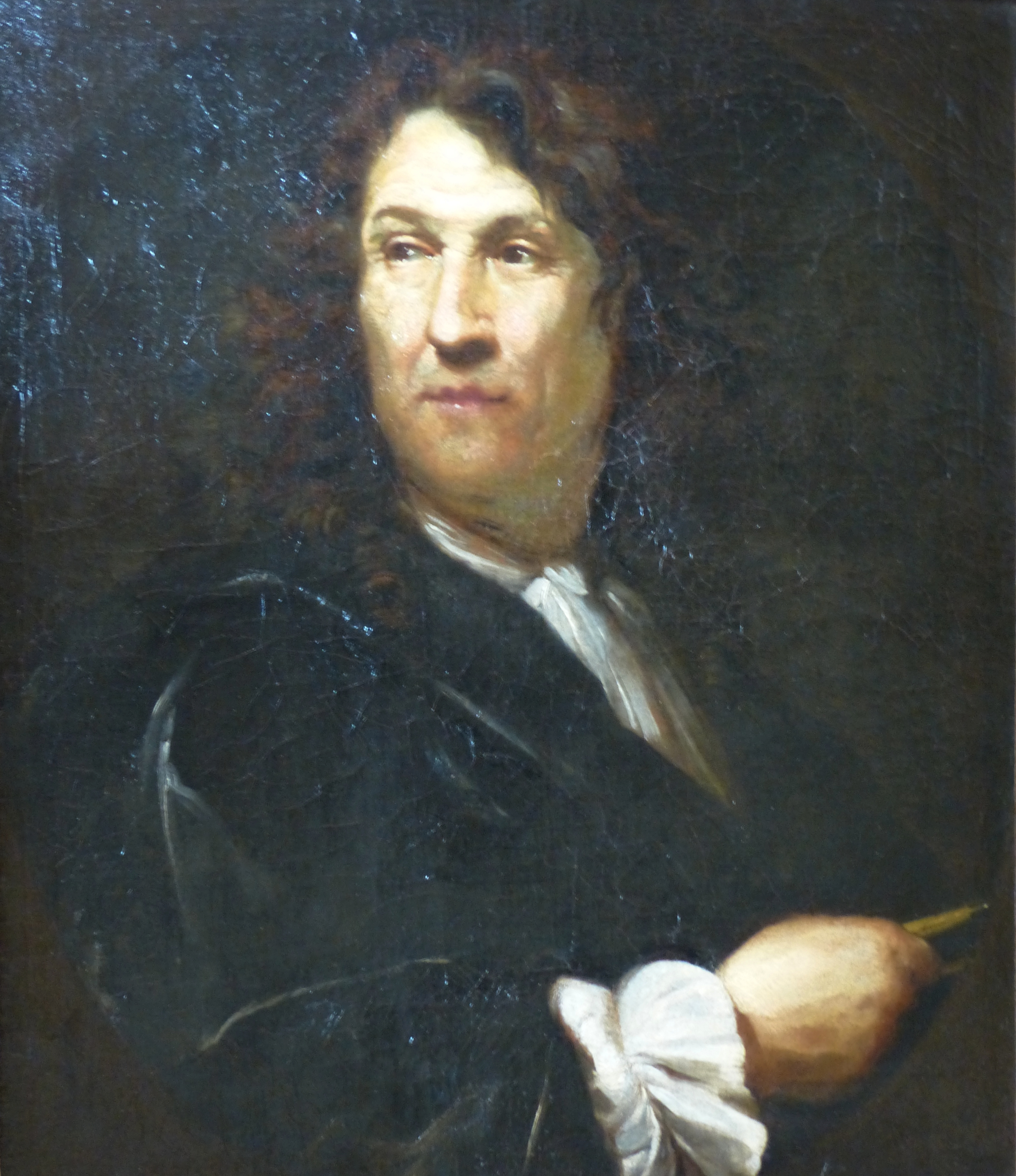
Portrait de Gaspard Puget (ca. 1688), Musée des beaux-arts de Marsella

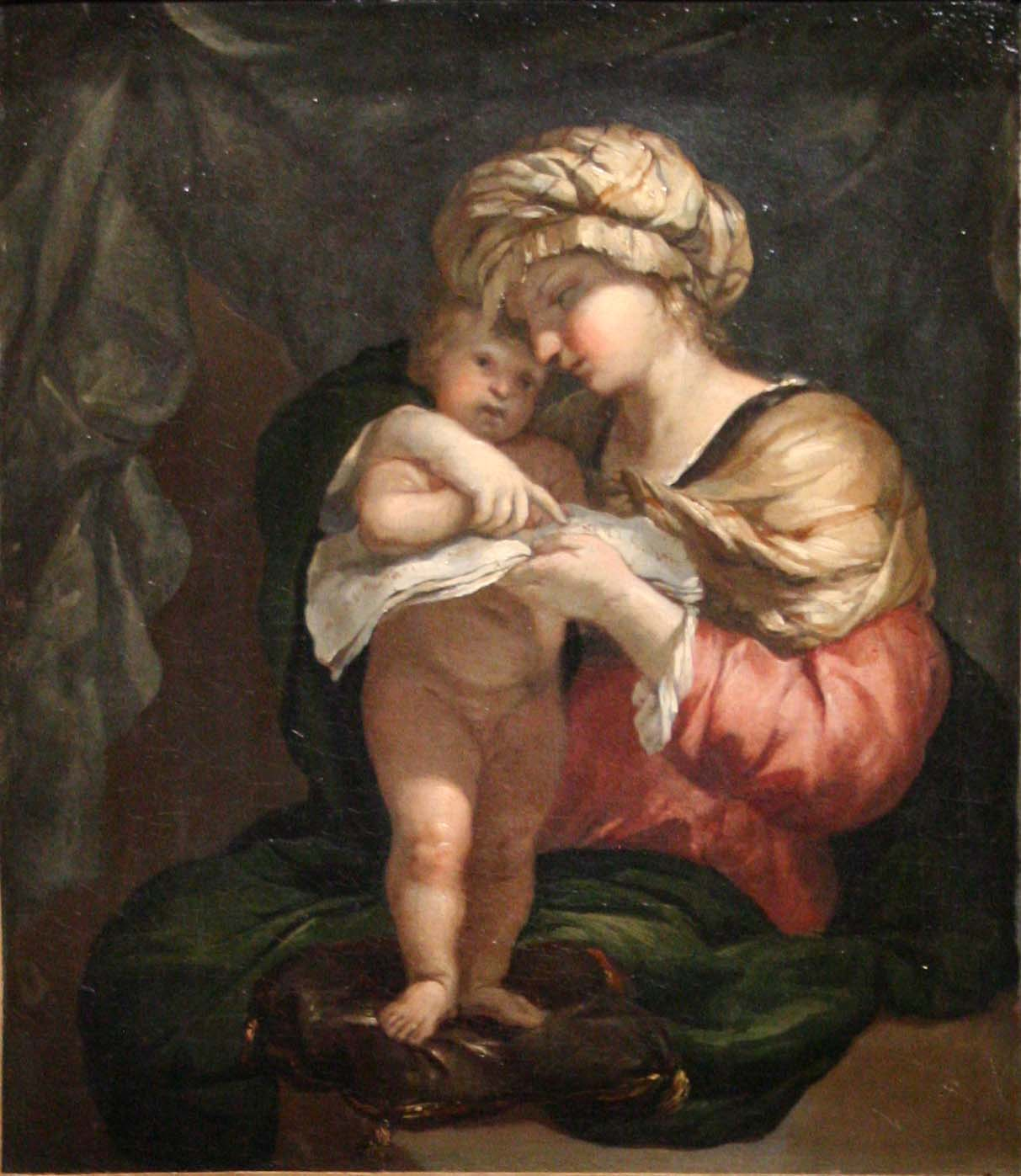
La Vierge apprenant à lire à l'enfant Jésus, Musée des beaux-arts de Marsella

La pintura de Pierre Puget ha sido relativamente descuidada hasta principios del siglo XX. El historiador Arnaud d'Agnel, muy crítico con la pintura de Puget, escribía en 1921:

la desigualdad del maestro y la variedad demasiado grande de sus procesos muestran una vacilación persistente, una búsqueda infructuosa del camino a seguir [...] No es un gran pintor.
l'inégalité du maître et la variété trop grande de ses procédés montrent une hésitation persistante, une recherche infructueuse de la voie à suivre […] il n'est pas un grand peintre.
Arnaud d'Agnel

Más tarde, el italiano Giulano Briganti y el alemán Klauss Herding propusieron una nueva mirada a la pintura de Puget. Marie-Christine Gloton también ha dedicado varios libros o comunicaciones para valorar la pintura de Puget.
Las pinturas conocidas de Pierre Puget son diecisiete, entre las cuales destacan las siguientes obras:
- Sainte Cécile, óleo sobre lienzo, 74x101 cm (musée des beaux-arts de Marseille), representada como una mujer joven, con las manos descansando en el teclado de una espineta y con los ojos fijos en una partitura presentada por un angelote;
- L'Apparition de la Vierge au bienheureux Félix de Cantalice [La Aparición de la Virgen al beato Félix de Cantalice], óleo sobre lienzo, 300x222 cm (Toulon, catedral Sainte-Marie de Toulon), pintada hacia 1651 para los capuchinos de Toulon. El viejo capuchino extiende sus manos para recibir al niño Jesús, que lleva la Virgen. En primer plano, un joven parece sostener una nube que lleva a la Virgen. Esta pintura fue objeto de una importante restauración en 1995 por el Centro Interregional para la Conservación y Restauración del Patrimonio ubicado en Marsella, que ha recuperado su brillo original;[7]
- Dos pinturas pintadas para decorar el baptisterio de la catedral de los Mayores en Marsella: Le Baptême de Constantin [El bautismo de Constantino] (1652-1653), 158×87 cm, y Le Baptême de Clovis [El bautismo de Clovis], 158×87 cm. El padre Bougerel indica que estos dos lienzos estaban protegidos por una reja para evitar a los ladrones que habían intentado llevárselas.[8] Estas dos pinturas se retiraron en 1723 por orden del Capítulo para enriquecer la galería del Regente. La muerte del duque de Orleans en 1723 alentó el regreso de las pinturas a la catedral después de su restauración por el pintor Michel Serre;[Lag 3]
- Portrait de la mère de Pierre Puget [Retrato de la madre de Pierre Puget], Marguerite Cauvin, óleo sobre lienzo, 60x50 cm, pintura ejecutada alrededor de 1643-1644. Con sesenta años, lleva la ropa de las viudas, una solapa blanca atada por tres nudos cubre sus hombros. Su cabeza está cubierta por un velo de tafetán negro (colección privada);
- Le Sacrifice de Noé [El Sacrificio de Noé], óleo sobre lienzo, 92x625 cm, ejecutado alrededor de 1654, proviene de la colección de Émile Ricard, hermano del pintor Gustave Ricard quien lo donó al museo de Bellas Artes de Marsella;
- Le Sauveur du Monde [El Salvador del mundo], óleo sobre lienzo, 250x190 cm, realizado en 1655 para la cofradía del Santísimo Sacramento. Cristo, con su mano derecha inclinada hacia la tierra, muestra el cielo con su mano izquierda. Esta obra revela en el artista un nuevo arte de pintar con ojeras sombrías o claras. Esta pintura seguirá en 1723 las mismas peripecias que las dos pinturas que representan los bautismos de Clodoveo y Constantino;
- La Sainte famille au palmier [La Sagrada familia de la palma], óleo sobre lienzo, 210x140 cm, representa una parada en el camino a Egipto: la Virgen con el rostro cansado mantiene al niño Jesús de rodillas mientras que a la derecha está descansando san José. Esta pintura, que pertenecía a un particular, fue adquirida por la ciudad de Marsella en 2008;
- David tenant la tête de Goliath [David sosteniendo la cabeza de Goliat], óleo sobre lienzo, 204x147 cm, representa al joven héroe apoyado en una columna mirando la cabeza cortada de Goliat con el sangriento impacto de la honda en la frente. Se conserva en el Museo de la Civilización, en la ciudad de Quebec.

Pinturas de Pierre Puget
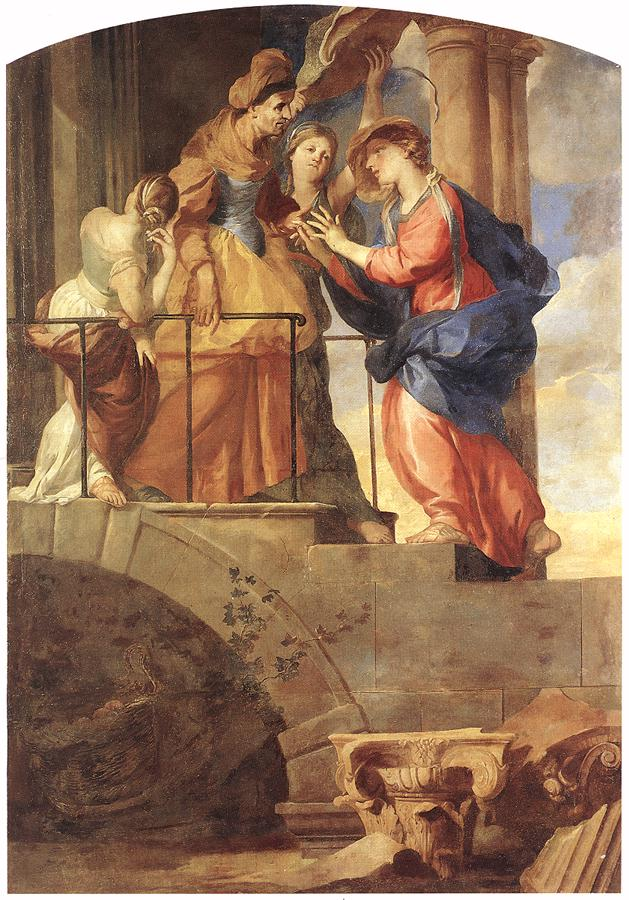
La Visitation (1659), Aix-en-Provence, museo Granet.
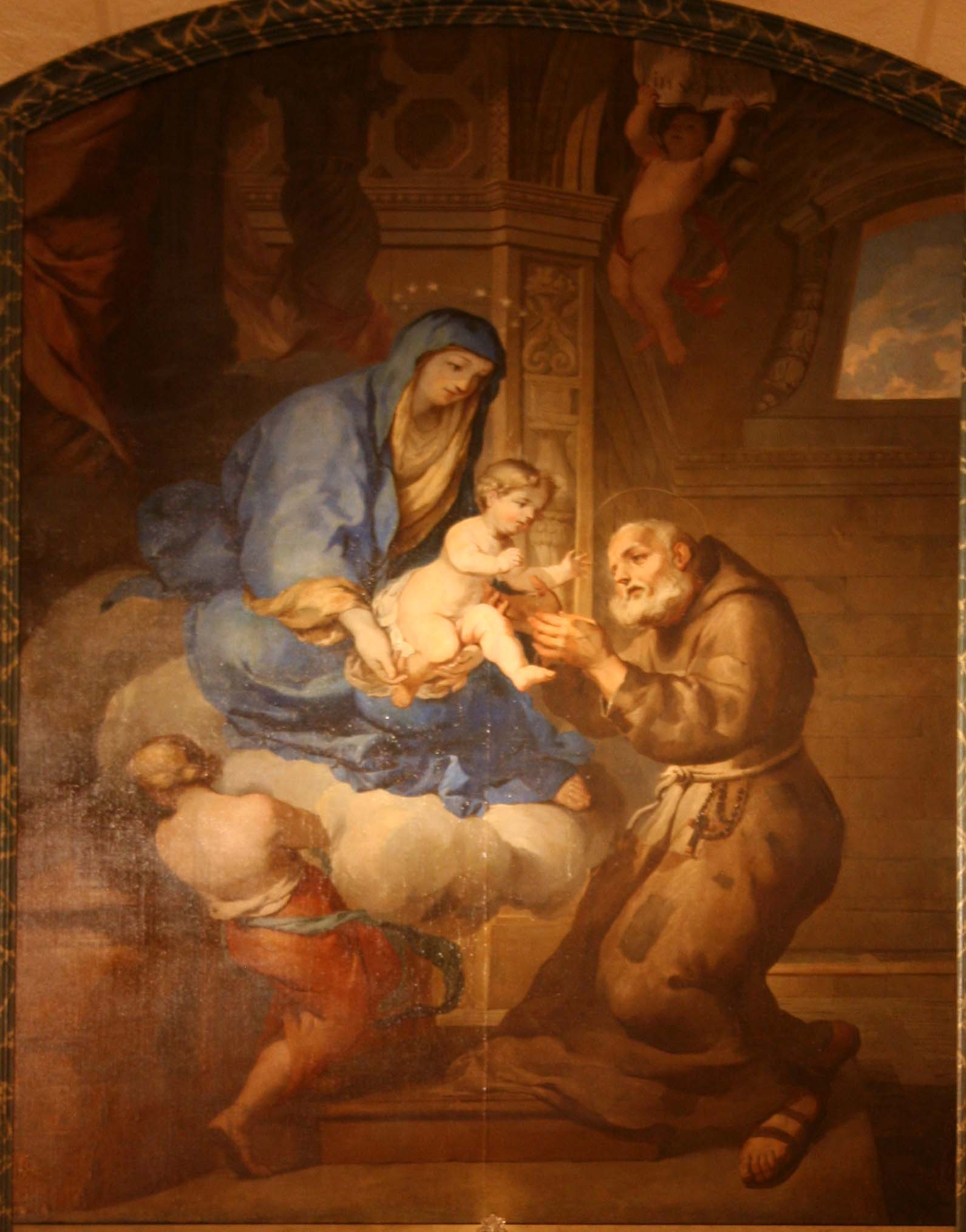
L'apparition de la Vierge à saint Félix de Cantalice, catedral de Santa María la Mayor (Tolón).
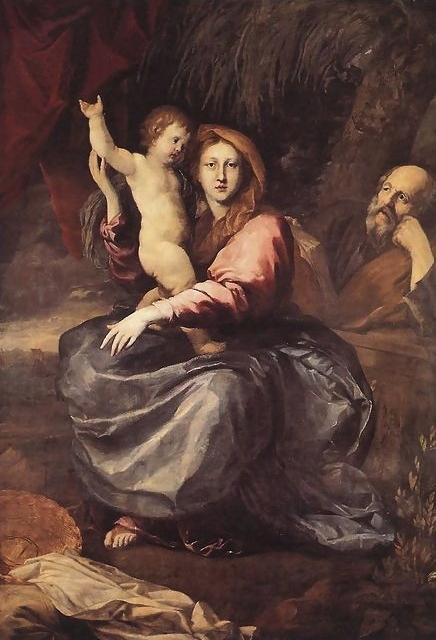
La Sainte famille au palmier, museo de Bellas Artes de Marsella.
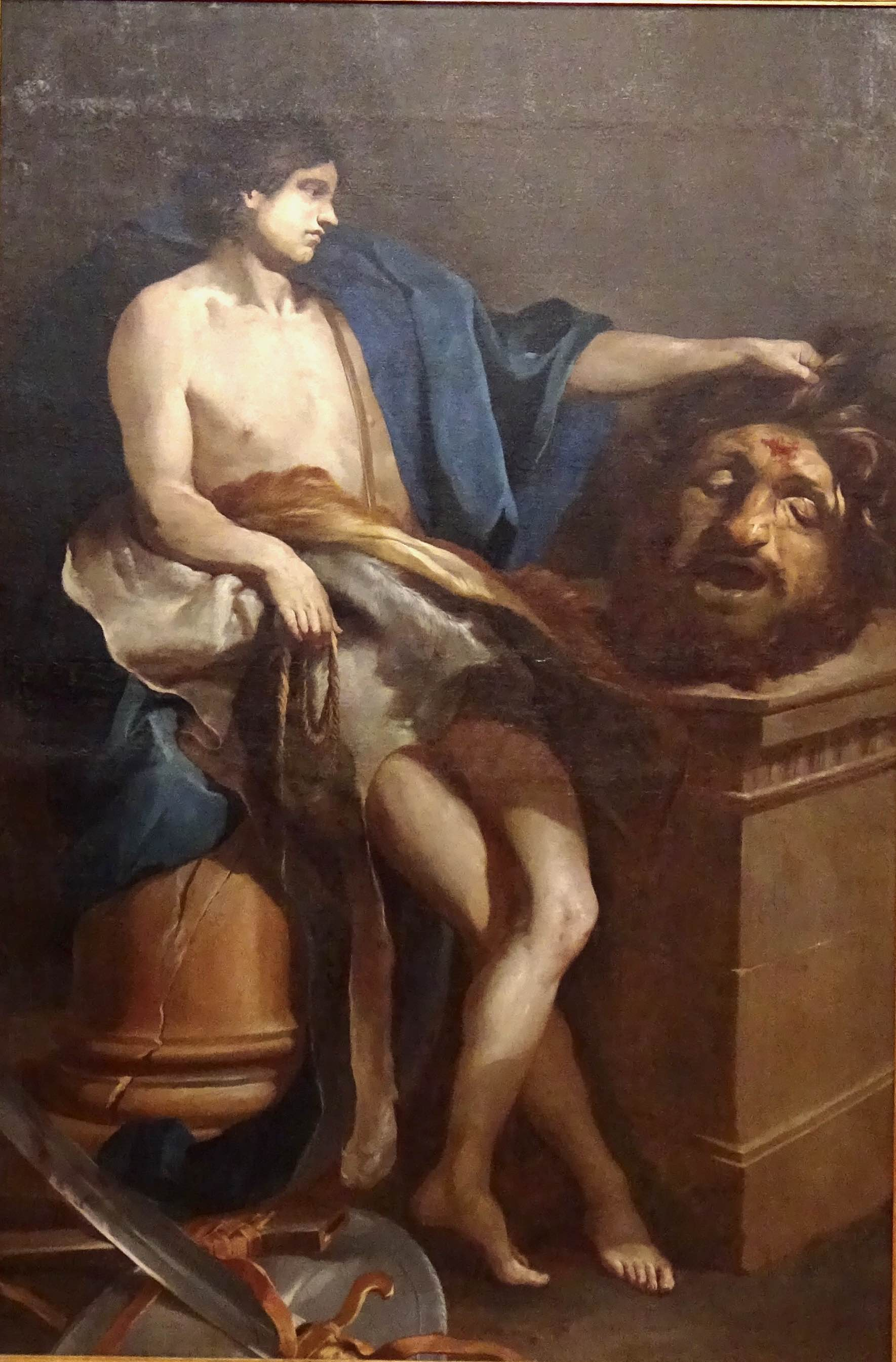
David tenant la tête de Goliath, Museo de la Civilización, Quebec
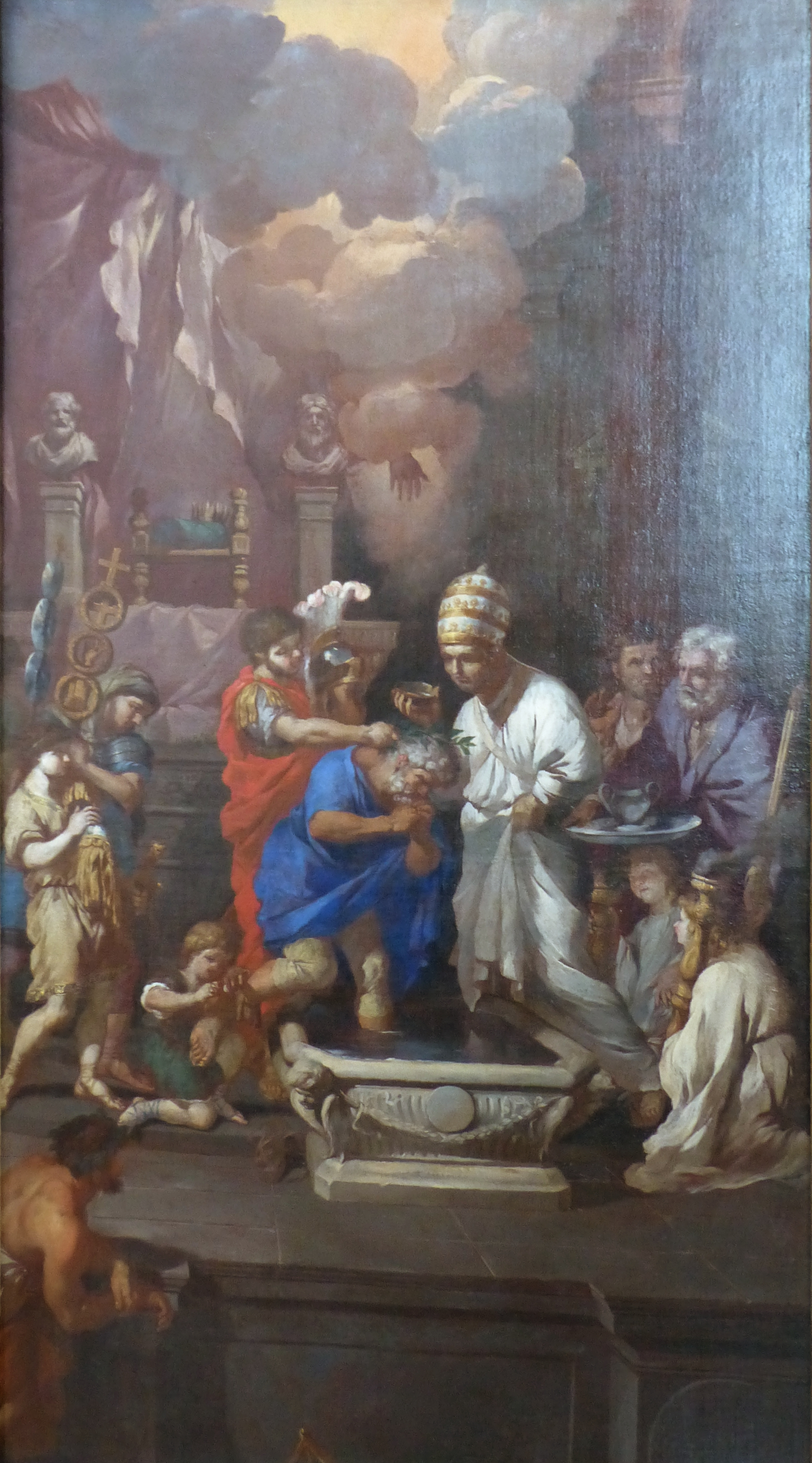
Le Baptême de Constantin (1653), Musée des beaux-arts de Marsella

## El escultor

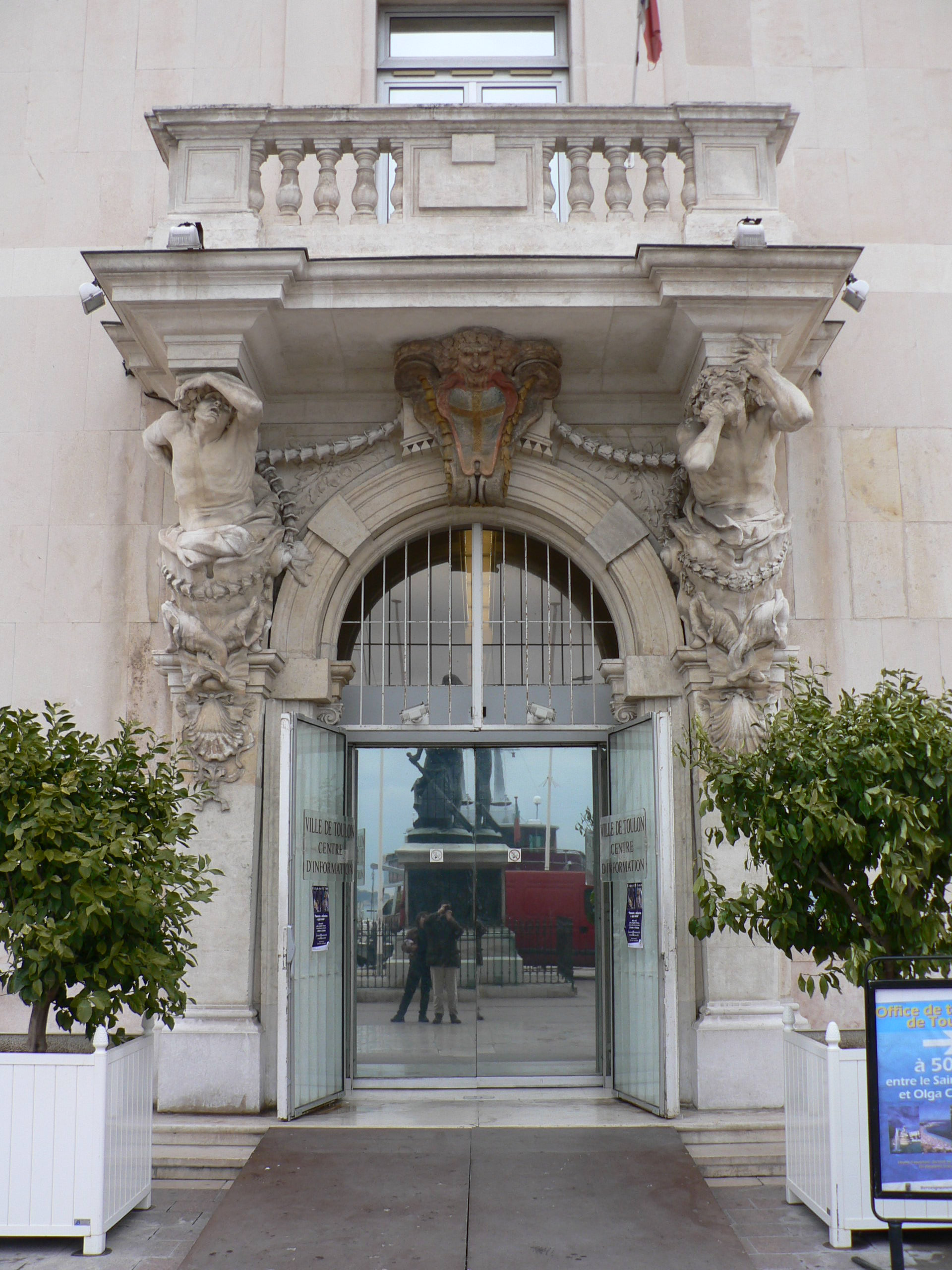
Atlantes, antiguo ayuntamiento de Toulon

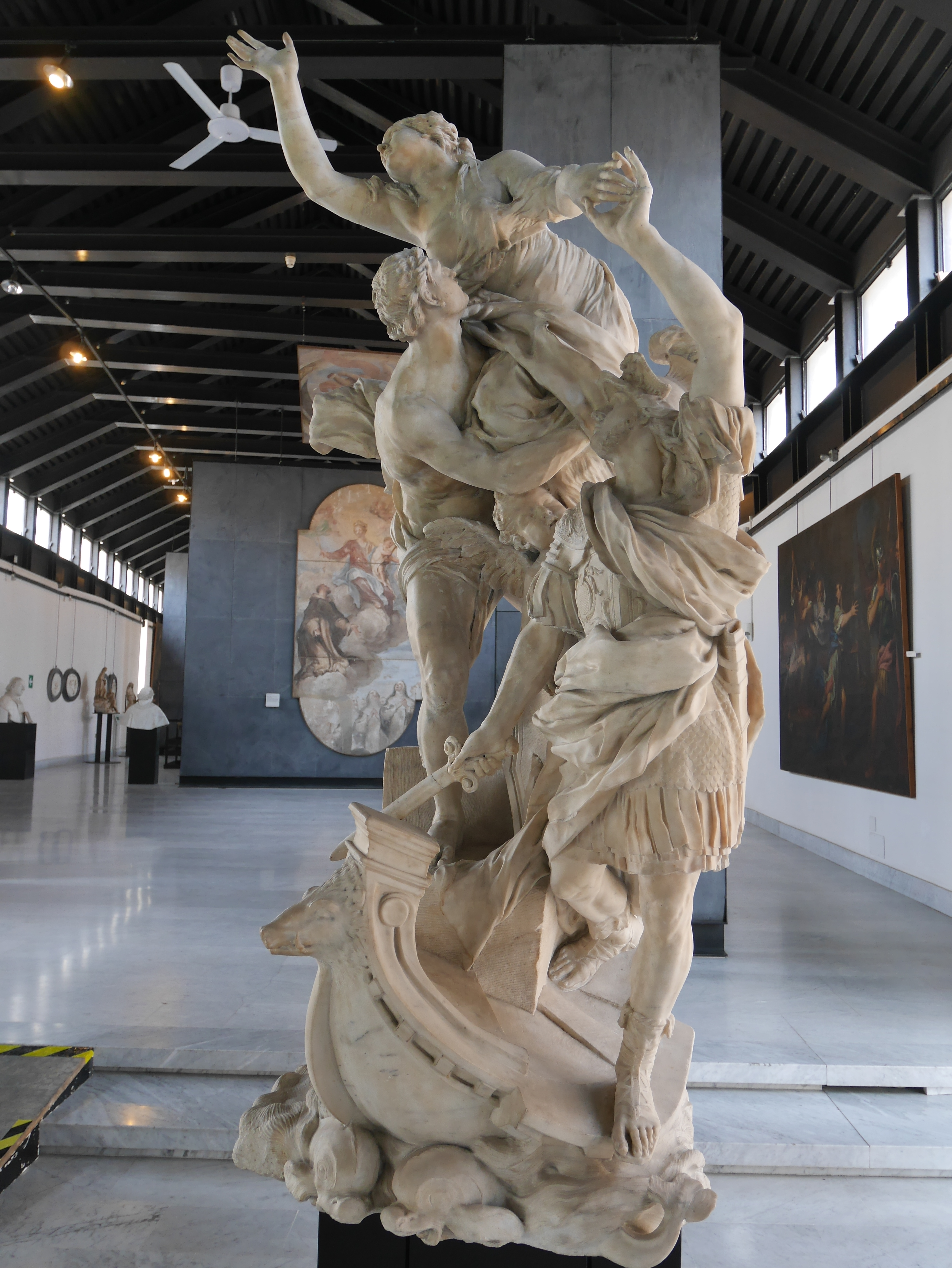
Ratto di Elena, Museo di Sant'Agostino di Génova

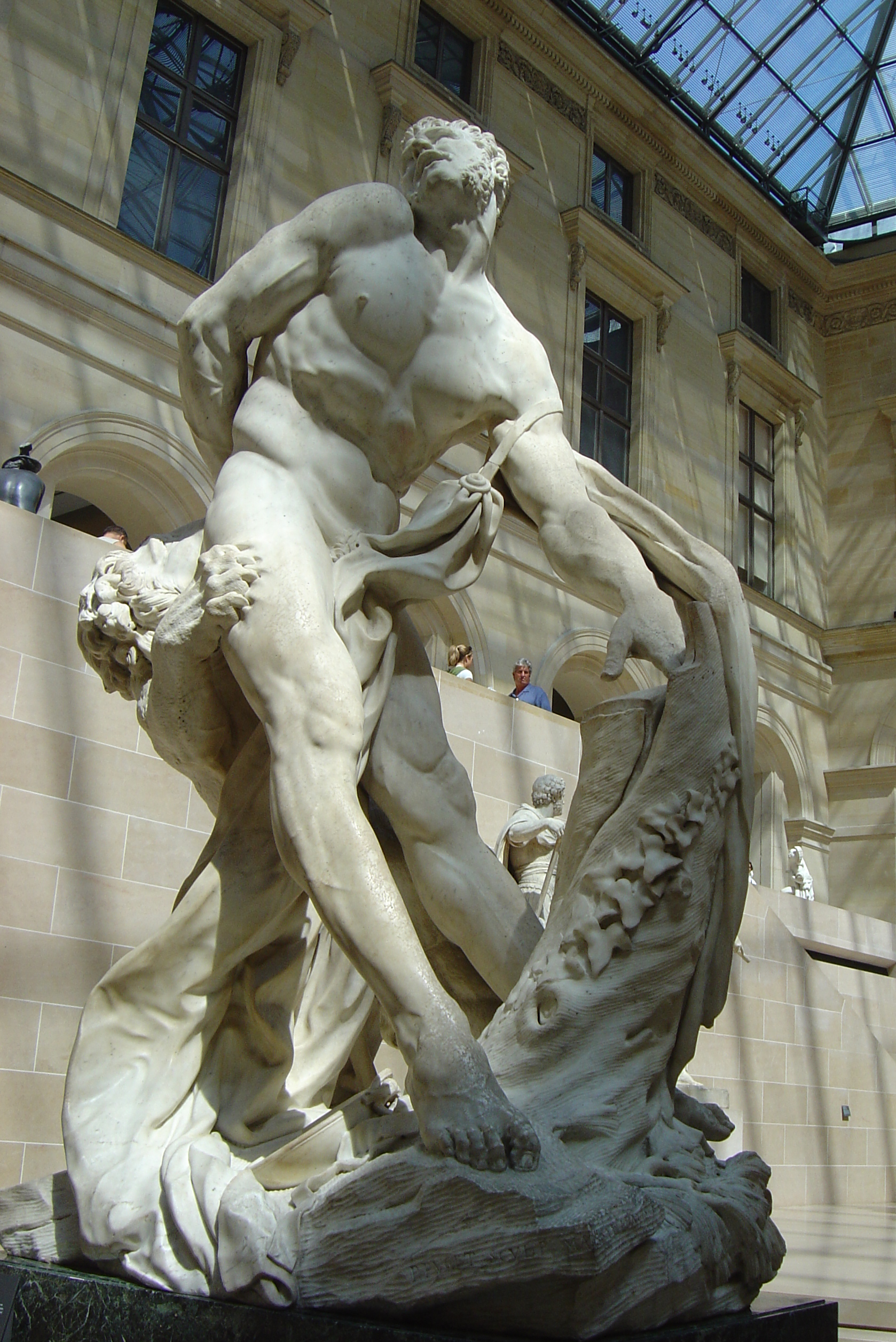
Milon de Crotone (1682), museo de Louvre

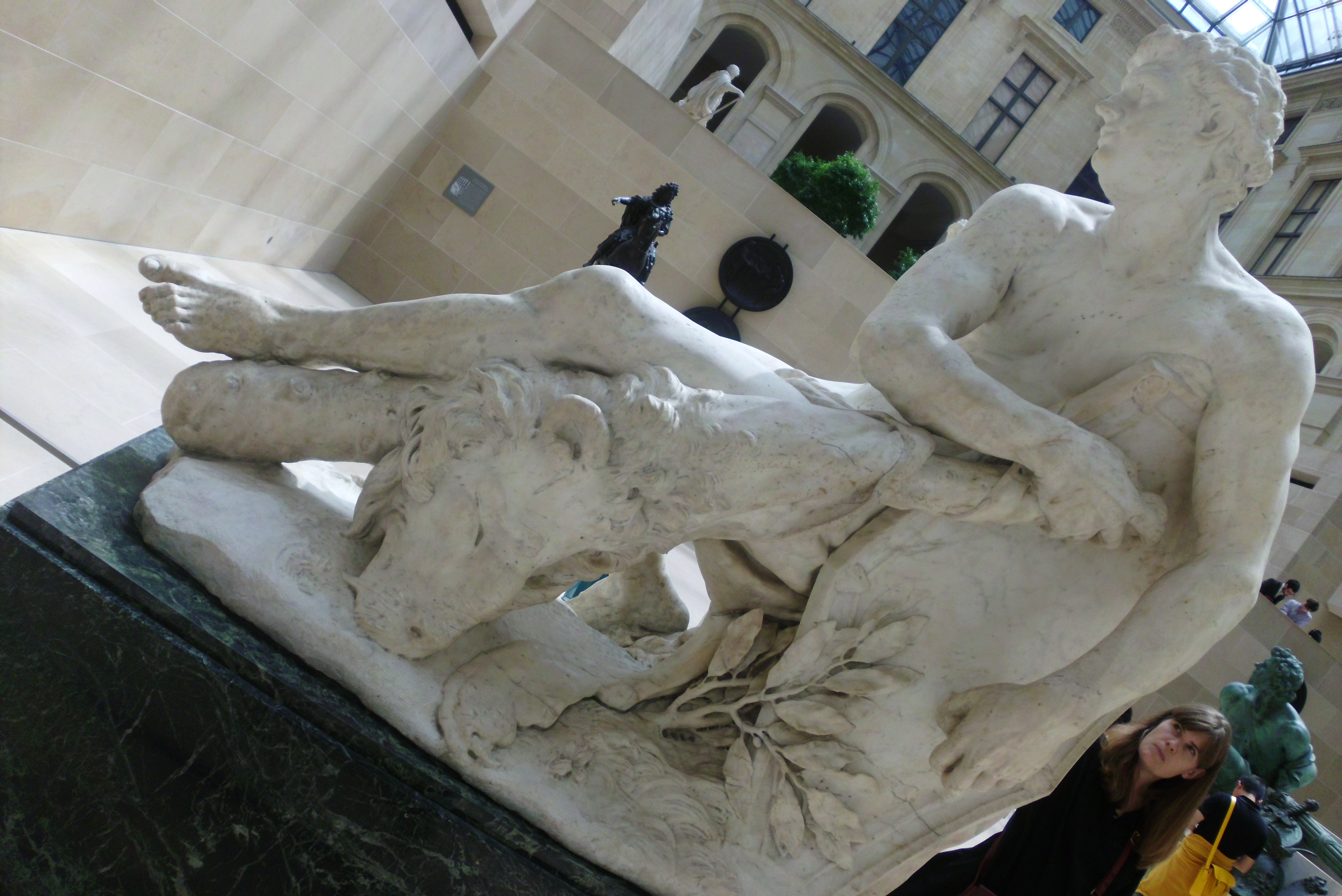
Hercule gaulois, museo de Louvre

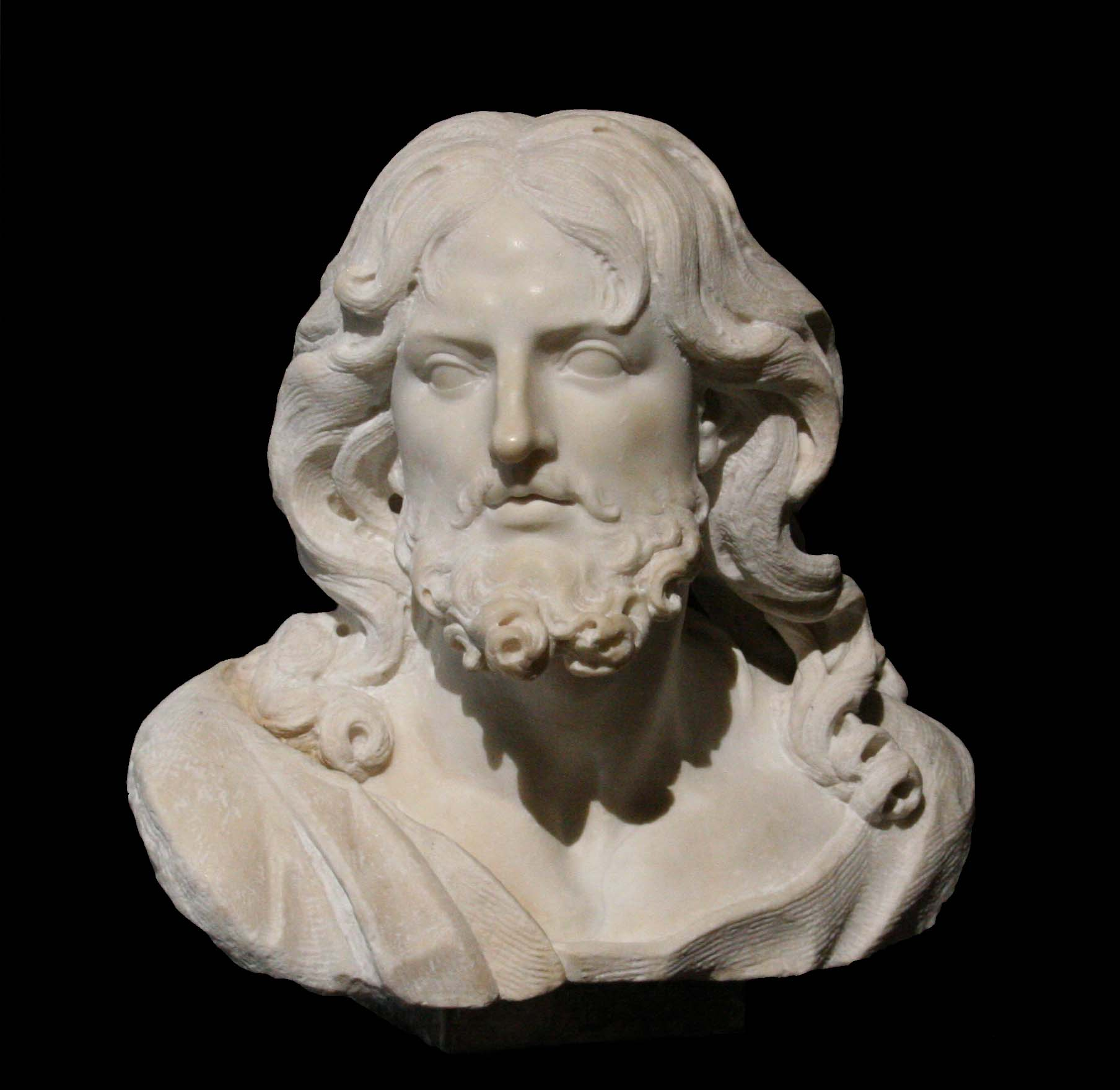
Salvator Mundi, Musée des beaux-arts

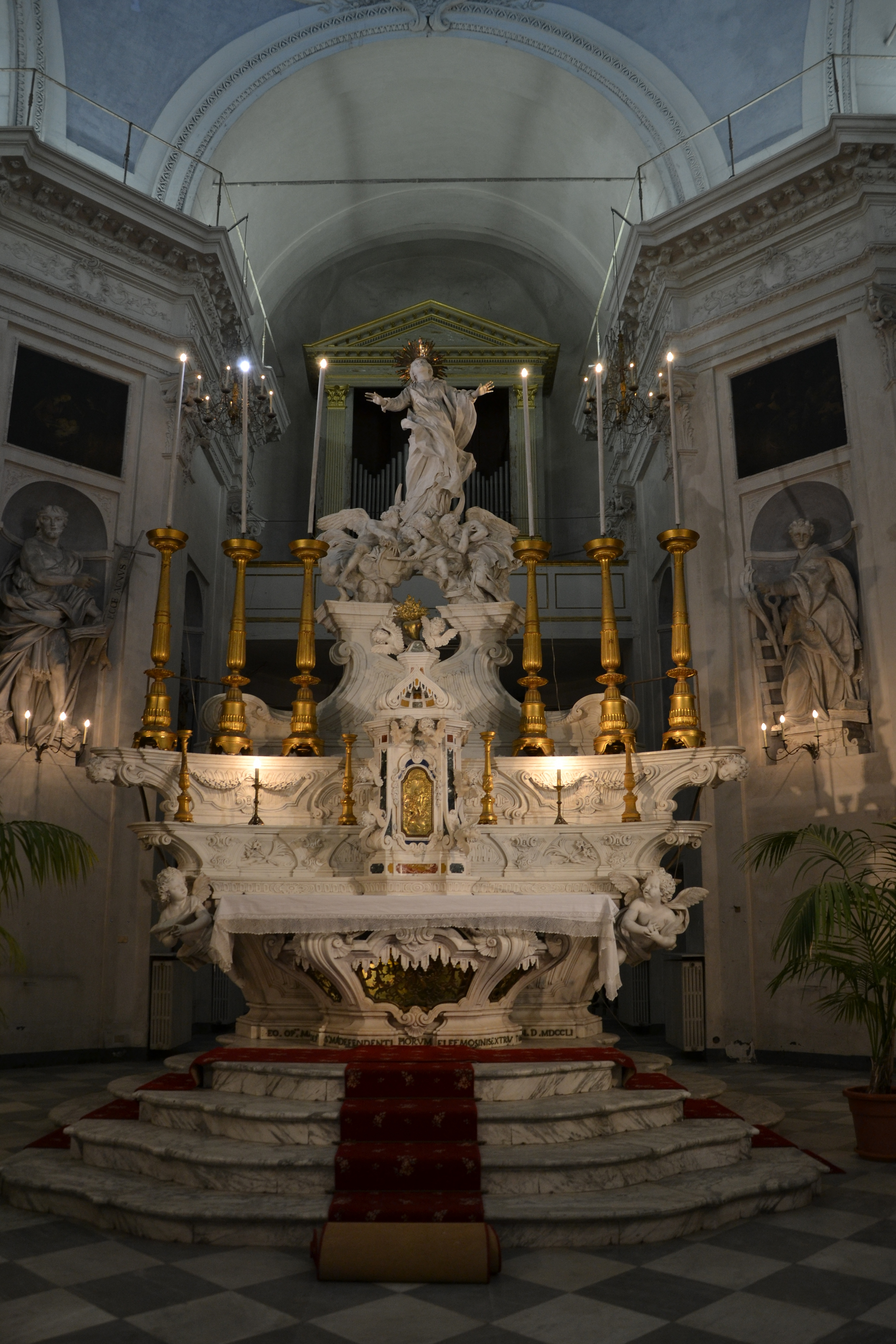
Altar de la iglesia del Albergo dei Poveri (Génova)

Puget aprendió escultura en Génova con Pietro da Cortona y rápidamente conoció un gran éxito. Bajo Luis XIV, él será el único capaz de mantener la comparación con Miguel Ángel y Bernini. Hizo su primera obra maestra en 1656 con el famoso portal sostenido por dos atlantes hechos para el antiguo ayuntamiento de Toulon. Los dos Atlantes simbolizan la Fuerza y la Fatiga: su gesto es el de los porteadores que descargan los barcos de sacos de cereales y que Puget había podido ver trabajando en el puerto de Toulon. Creó una obra admirable. 

Tuerce sus músculos y exagera el esfuerzo; en en lo que es barroco. Inútil añadir que tiene un oficio prodigioso. Sus obras que permanecieron en Génova también están vivas, pero quizás con un tono menos pujante. Todavía es escultura monumental de gran estilo.
Il tord les muscles et exagère l’effort ; c’est en quoi il est baroque. Inutile d’ajouter qu’il a un métier prodigieux. Ses œuvres restées à Gênes sont aussi vivantes mais peut être moins puissante de ton. C’est tout de même de la sculpture monumentale de grand style
André Villard

Estos Atlantes fueron restaurados en 1827 por el escultor Hubac. Fueron desmantelados en 1944 y depositados en la abadía de Thoronet, luego regresaron a la zona portuaria de Toulon en el edificio reconstruido después de la guerra que albergó el Museo de la Marina de 1962 a 1981, y que después se ha convertido en ayuntamiento de honor.
En 1660, completó el Hercule terrassant l'Hydre de Lerne [Hércules abatiendo a la Hidra de Lerna (museo de Bellas Artes de Rouen). Esta estatua también se llama el Hercule de Vaudreuil porque fue tallada para el castillo que se encuentra allí. Fue destrozado en la Revolución; los trozos fueron encontrados en un campo en 1884, lo que permitió su reconstitución. Este Hércules se representa dando un golpe fatal a la hidra convulsionada.
Alrededor de 1662, Puget esculpió el busto de un filósofo conservado en el Museo de Arte de Cleveland (Estados Unidos). Este mármol de 39 cm de alto es una de las esculturas raras que están fechadas y firmadas con mención del lugar de ejecución: «Roma 1662». La cabeza reproducida no pudo ser identificada formalmente: ¿Hipócrates o Crisipo?
Después de haber sido convocado con un grupo de artistas de primer nivel que debían decorar el palacio de Vaux-le-Vicomte, Puget esculpió, entre 1661 y 1662, el Hercule gaulois (París, museo del Louvre). Esta estatua, elaborada por primera vez para Fouquet, fue recibida por Colbert, que la colocó en el parque del castillo de Sceaux. Hércules está representado sentado sobre los restos del león de Nemea y sostiene en su mano las manzanas de oro del Jardín de las Hespérides. Estos dos elementos evocan dos de los doce trabajos de Hércules.
Alrededor de 1664, Puget esculpió para el duque de Mantua un bajorrelieve que representa a L'Assomption, conservado en el museo Staatliche de Berlín. También realizó una Immaculée conception para el altar mayor de la iglesia de Santa María de Carignan en Génova; el Museo de Bellas Artes de Marsella conserva un molde de yeso de esta estatua. Para esta misma iglesia, también esculpió otras dos estatuas: Saint-Sébastien, del que el museo del Petit Palais en París tiene un estudio en terracota, y el obispo Alexandre Sauli del que el museo Granet de Aix-en-Provence también tiene un estudio de terracota. Estas dos obras barrocas le otorgarán el título de más berninesco que Bernini.
El museo de Sant Agostino de Génova tiene una estatua de mármol que Puget tuvo que terminar en 1681; la Vierge, que con el rostro límpido mantiene de rodillas al niño Jesús que le acaricia la barbilla con la mano izquierda.
Para el famoso Milon de Crotone, Colbert hizo saber a Puget en 1670 que respetaría su diseño y le propuso colocar la estatua en una ubicación privilegiada en el parque de Versalles. Esta estatua se completó en 1682: Milon, un atleta invencible en la lucha, quiere dividir un árbol con sus manos; las dos partes del tronco se cierran sobre sus manos; así prisionero será devorado por los lobos. Puget remplazó a los lobos por el león, un animal más noble. El artista quiso simbolizar la vanidad de los esfuerzos humanos al participar en acciones imprudentes. Su hijo, François Puget, fue enviado a la Corte en 1683 para proceder a la recepción de la estatua. Al desembalarla la reina, María Teresa de Austria, habría gritado ante el realismo de la estatua: «Ah, le pauvre homme» [Ah, el pobre hombre].
En 1684, Puget terminó, con la ayuda de su alumno Christophe Veyrier, la estatua Persée délivrant Andromède [Perseo entregando a Andrómeda], que fue llevada a Le Havre por el mismo navío que también transportaba la estatua de Luis XIV de Bernini, desembarcada el 17 de febrero de 1685 y enviada por François Puget a Versalles. El famoso botánico Joseph Pitton de Tournefort, que conoció a Puget, le dijo que la figura de Andrómeda era demasiado pequeña y que Perseo era demasiado viejo para ser un héroe joven. Puget le respondió: 

[...] que uno de sus alumnos, llamado Veyrier, que se había vuelto muy hábil desde entonces, había acortado un poco la figura de Andrómeda al dibujarla; que sin embargo uno encontraría allí las mismas proporciones que en la Venus de Medici
[...] qu'un de ses élèves nommé Veyrier, qui était devenu fort habile depuis ce temps là, avait un peu trop raccourci la figure d'Andromède en l'ébauchant ; que néanmoins on y trouverait les mêmes proportions que dans la Vénus de Médicis
Joseph Pitton de Tournefort

 A pesar de estas críticas, Louvois le escribió al artista:

El rey ha visto vuestra Andrómeda, del que su majestad ha quedado muy satsifecha.
Le Roy a vu votre Andromède dont sa majesté a été très satifaite.
Louvois.

 La estatua será trasladada a finales de 1850 al Museo del Louvre. Con un Perseo gigante y una Andrómeda casi infantil, este grupo contiene toda la energía de la que era capaz Puget. El significado del tema es claro: el rey representado en forma de Perseo, entrega a Francia representada bajo la figura de Andrómeda. Esta es la única figura de mujer desnuda salida del cincel de Puget. El que hasta entonces escondía a la mujer bajo los modestos velos de la Virgen, esta vez se atrevió a desvestir el modelo.
Puget completó en 1689 un bajorrelieve en mármol que representa a Alejandro Magno visitando a Diógenes. Las cartas sugieren que Puget primero pensó en hacer una estatua y no un bajorrelieve. Este trabajo debía acompañar al Milon de Crotone. De hecho, los dos temas tienen similitudes, los dos personajes son ambiguos. Si Diógenes es un modelo por su modestia, roza la audacia temeraria, como lo hace Milon de Crotone, porque cuando Alejandro se le acerca para satisfacer el deseo de conocer al filósofo, este último le responde: «Ôte-toi de mon soleil» [Apártate de mi sol].
Una de sus últimas obras es otro bajorrelieve: Saint Charles Borromée priant pour les pestiférés de Milan [San Carlos Borromeo, orando por las víctimas de la plaga de Milán], terminado en 1694. Esta escultura representa en primer plano a un sepulturero arrastrando un cadáver. A la izquierda, las manos de Borromeo se juntan, orando a Dios, mientras que detrás de él hay dos sacerdotes, uno con una cruz y el otro con un ciborium. Este bajorrelieve tallado entre 1692 y 1694 estaba destinado al abad Pierre Cureau de La Chambre, sacerdote de la iglesia de Saint-Barthélemy en París. A la muerte del académico, Puget buscó nuevos compradores, pero no se realizará ninguna venta. Pierre Paul Puget, nieto del artista, venderá esta escultura a la oficina de la intendencia sanitaria el 25 de mayo de 1730 donde el escritor Stendhal pudo admirarlo. Esta obra, restaurada en 1953 y 1994, se conserva en el Museo de Bellas Artes de Marsella.

Esculturas de Pierre Puget en el museo del Louvre, París
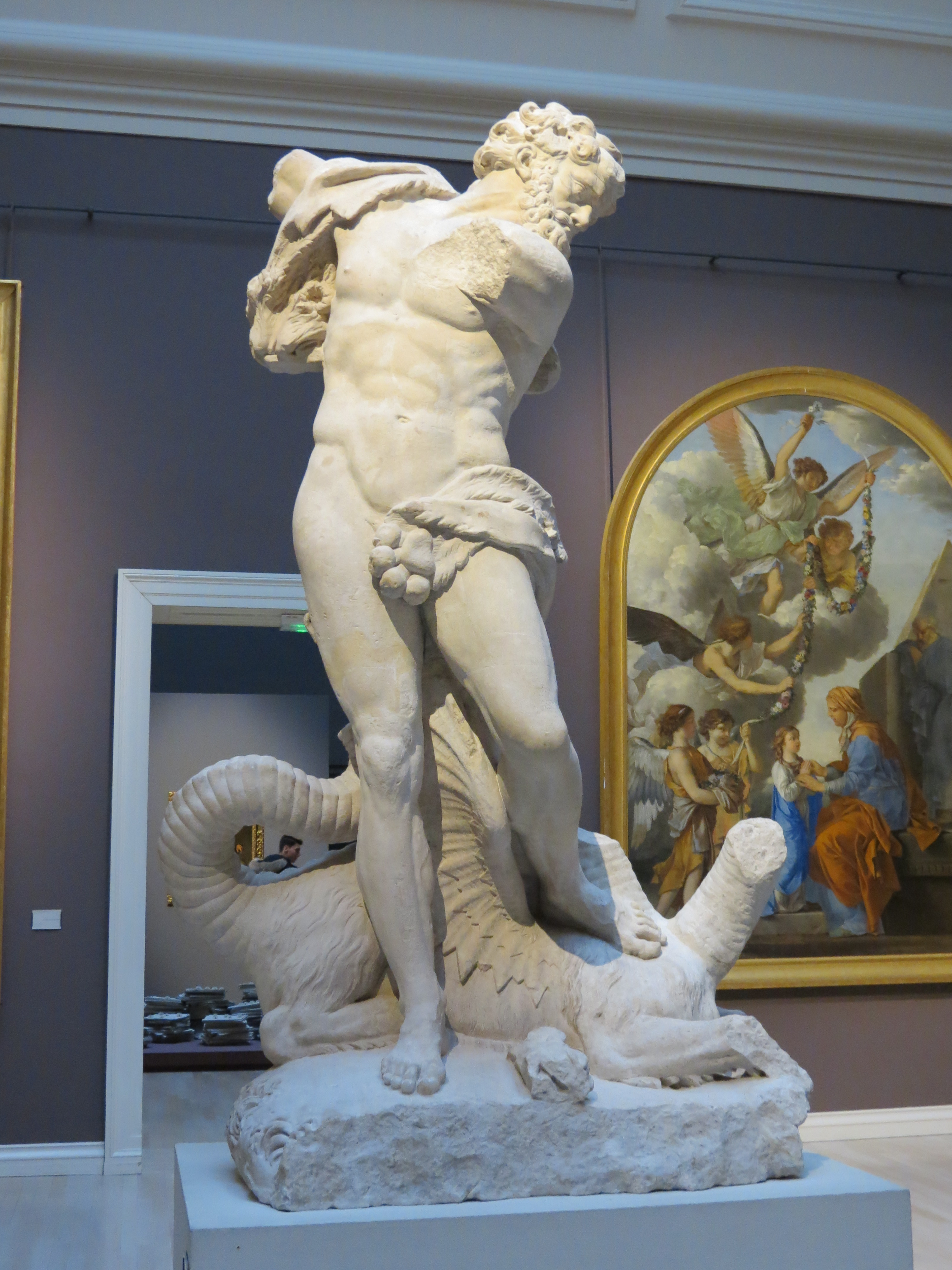
Hercule terrassant l'hydre de Lerne, Musée des Beaux-Arts de Ruan
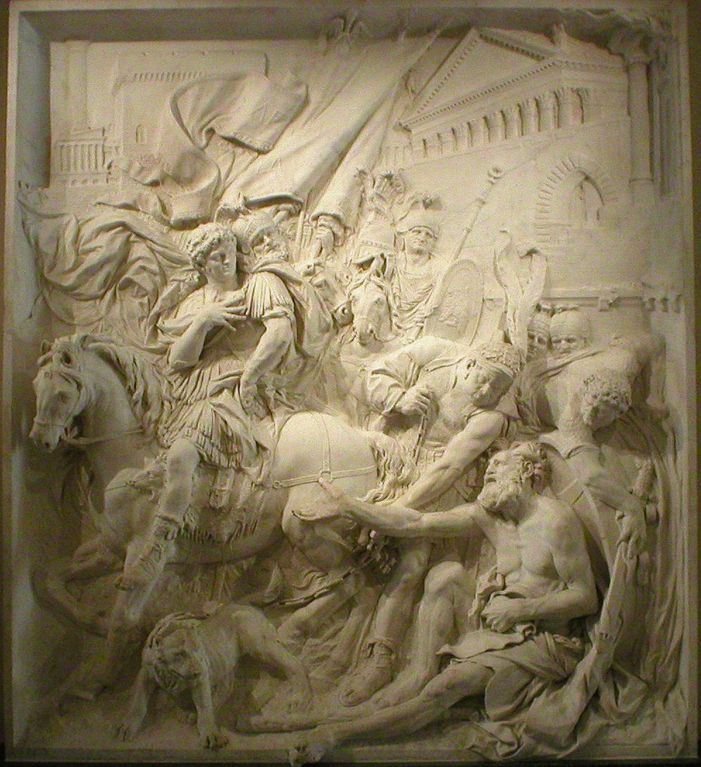
Alexandre et Diogène (1689)
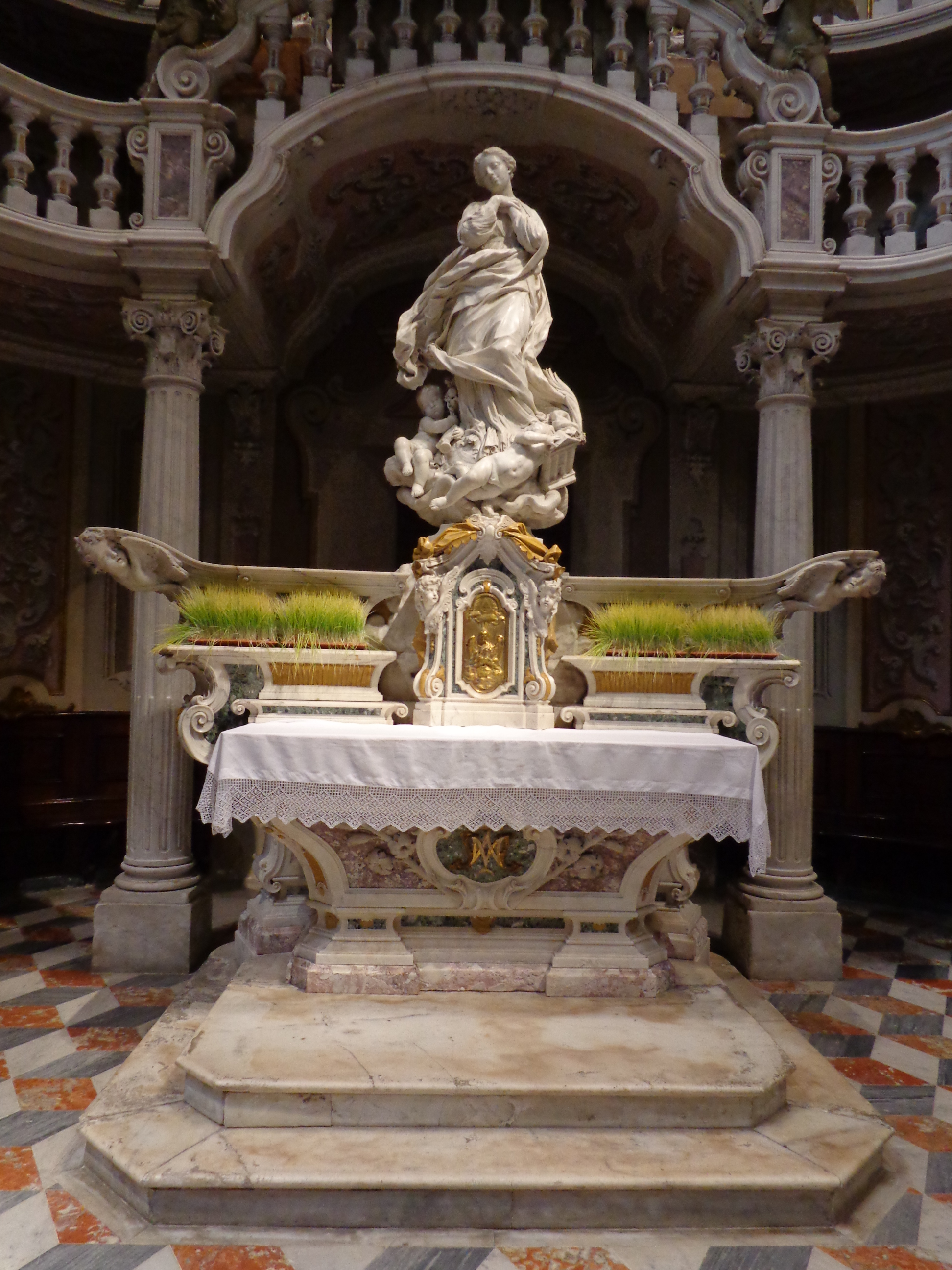
Oratorio de San Filippo Neri, Génova
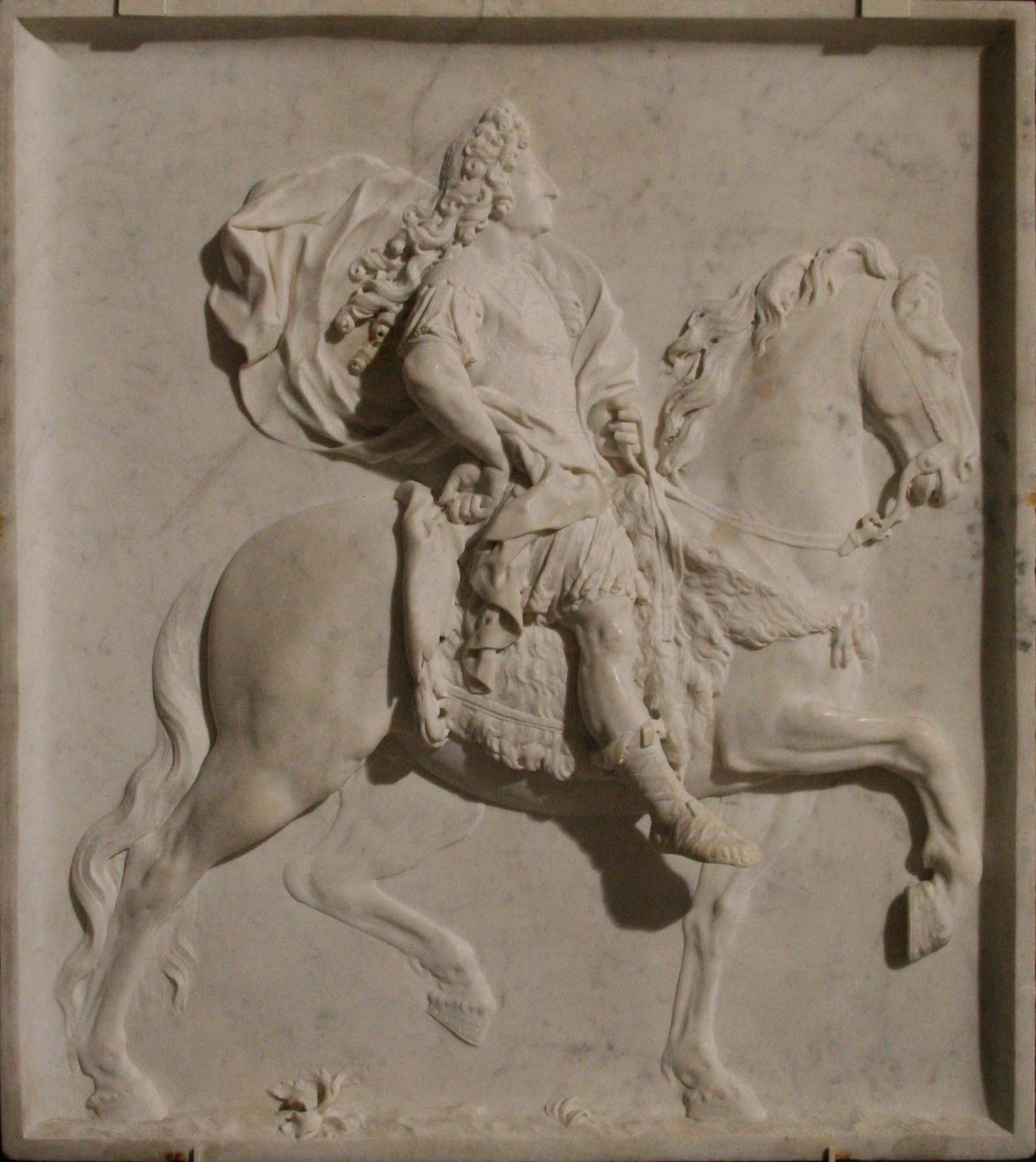
Louis XIV à cheval, Musée des beaux-arts de Marsella

## El arquitecto
.

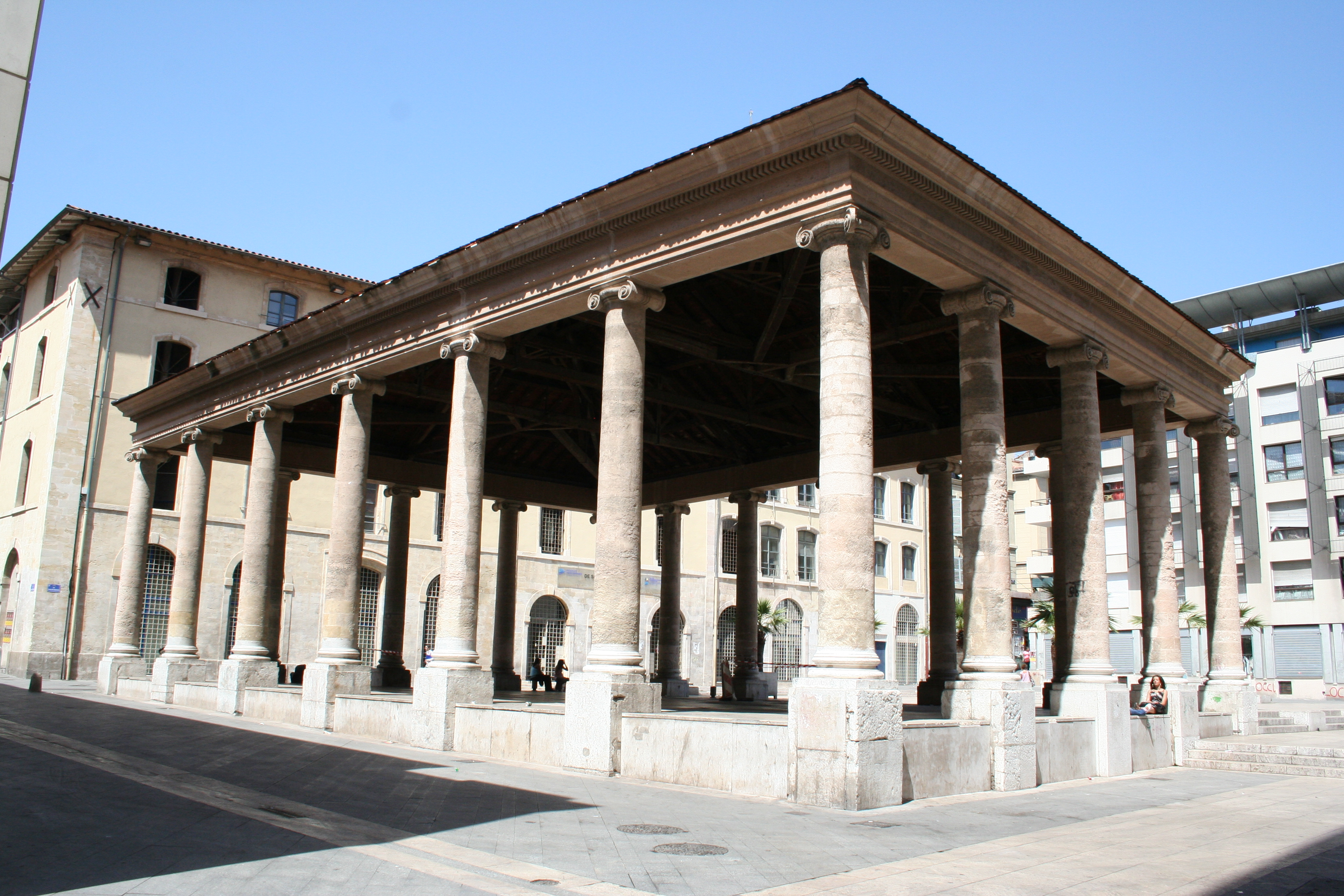
La halle Puget en Marsella

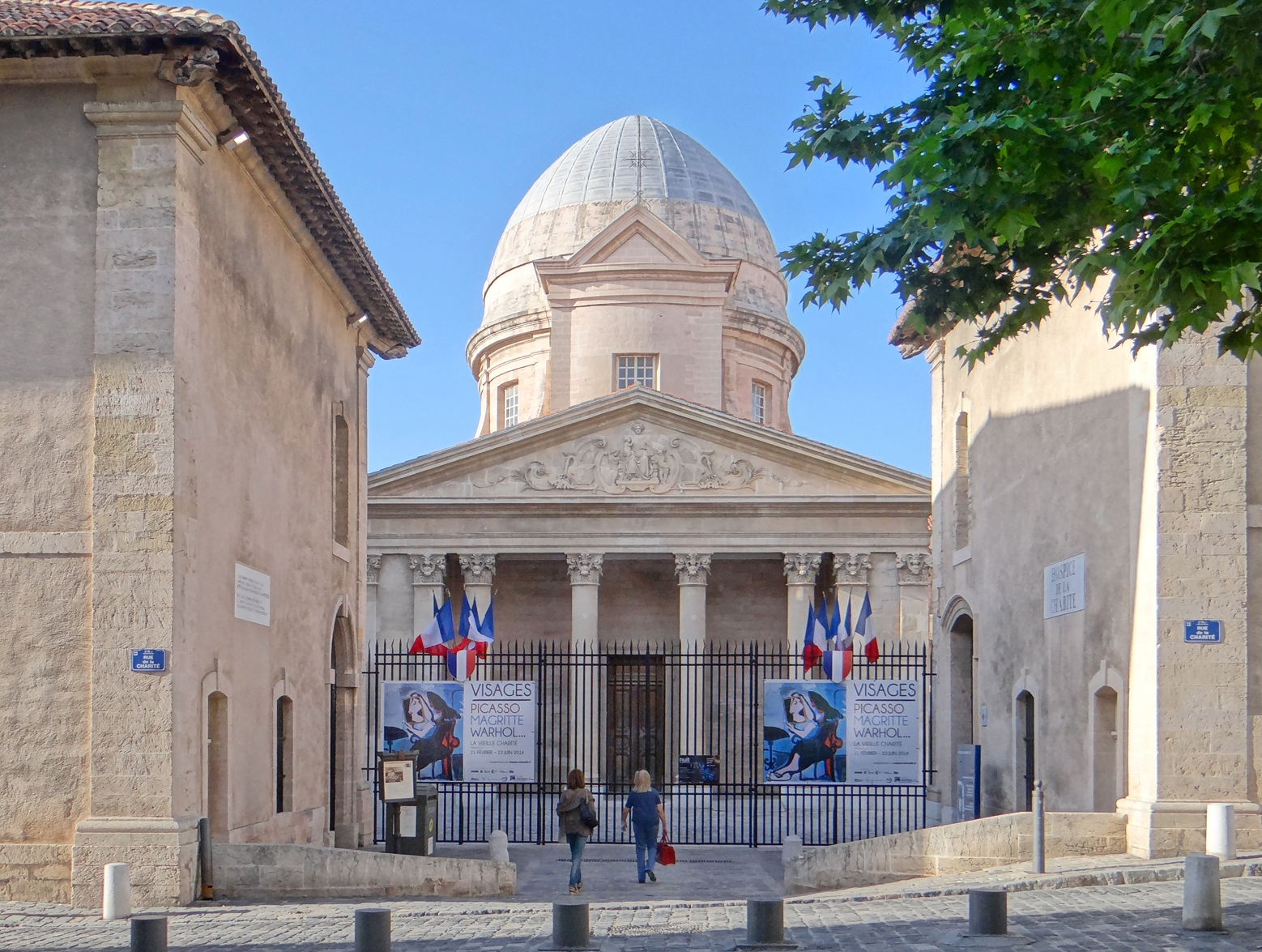
La Vieille Charité en Marsella

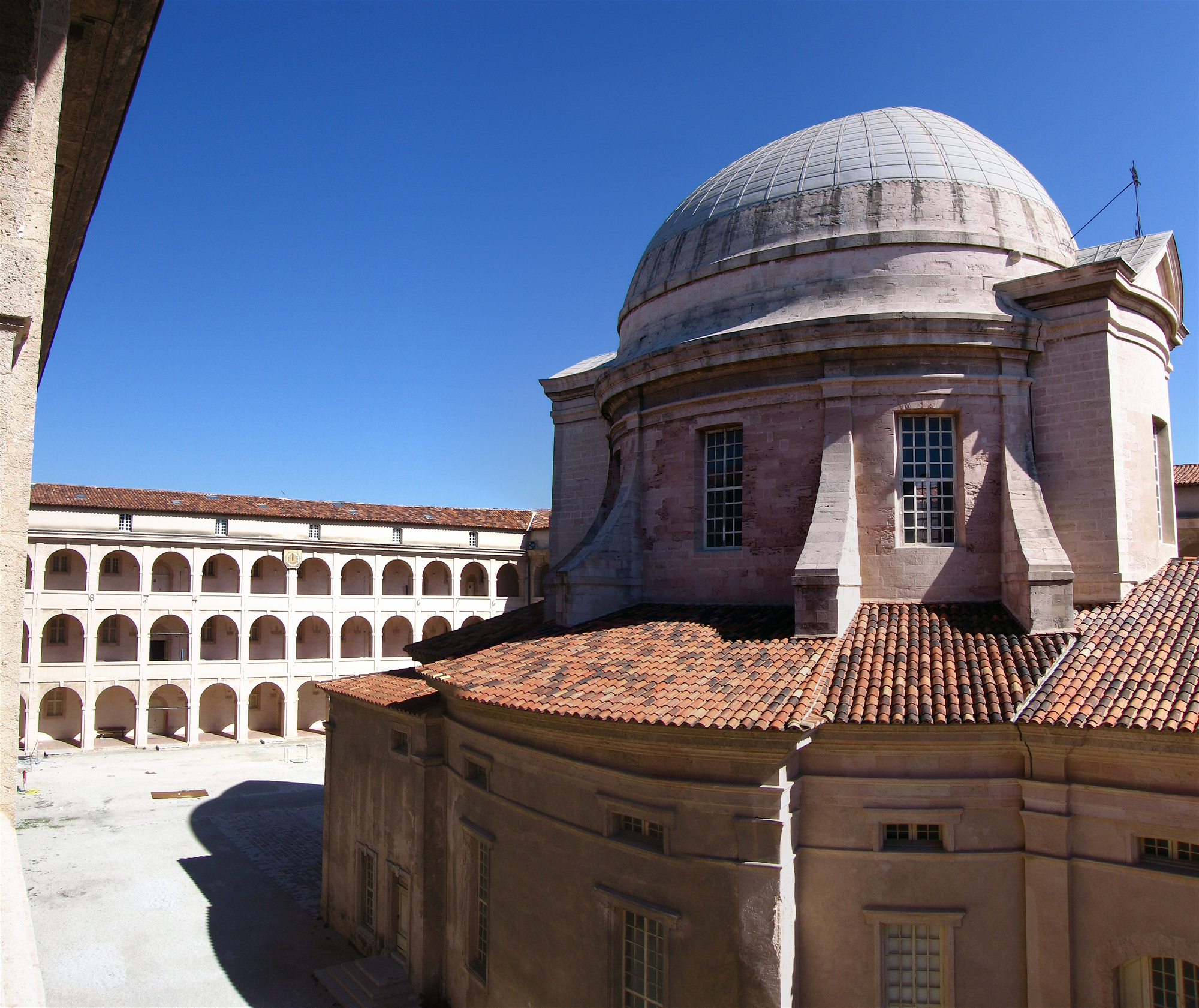
La Vieille Charité, vista de las fachadas interiores y de la capilla

Si el trabajo como arquitecto de Pierre Puget es el menos conocido y el más controvertido, se pueden retener algunos estudios o logros atribuibles al artista con certeza.
El portal del ayuntamiento de Toulon, con sus dos magníficos atlantes, no es solo una escultura, ya que todo el portal, el balcón y la gran ventana es una obra de notable arquitectura. Puget realizó en 1663 un gran proyecto para la construcción de un nuevo ayuntamiento en Marsella. Alrededor de 1664, realizó un segundo estudio, más modesto, que tampoco se realizará. El edificio actual se creará a partir de una comisión de artistas encabezada por Gaspard Puget y Mathieu Pourtal, los dos arquitectos habituales de la ciudad.
En 1666, la ciudad de Marsella creció considerablemente como resultado de la destrucción de sus murallas medievales y la construcción de unas nuevas murallas llevadas a cabo bajo la dirección del administrador de las galeras, Nicolás Arnoul. En esa ocasión, la ciudad decidió crear un nuevo curso, actualmente cours Belsunce y cours Saint-Louis, y confió el desarrollo a Pierre Puget, que entonces trabajaba en Génova y luego en Toulon. El artista hizo varios planes pero, como en el caso del ayuntamiento, la realización estuvo a cargo de Gaspard Puget y Mathieu Pourtal. Solo unos pocos edificios a lo largo del curso oriental de Belsunce quedan de este conjunto excepcional de urbanismo barroco.
En 1672, Pierre Puget dibujó el proyecto de una sala de mercado de pescado para Marsella, conocida como halle Puget. La construcción de este mercado estuvo a cargo de un maestro albañil también llamado Pierre Puget, lo que ha cuestionado durante muchos años el diseño del gran Puget. Este mercado,  armonioso, con sus  cinco columnas jónicas en dos lados y siete en los otros dos, en el que después de se construyeron cerramientos entre las columnasy se transformó en una capilla durante la demolición de la iglesia de Saint-Martin en 1857 para la apertura de la rue Colbert. Luego, en 1925, albergará una estación de policía hasta 1980. Restaurada en 1987, ha vuelto a su aspecto original y ahora corresponde a la descripción de Leo Lagrange: 

es un edificio original, el más claro sin duda. Arquitectura de Puget, el monumento más griego de la antigua ciudad focaea. El aire circula libremente y el sol juega con la sombra de la manera más pintoresca
c'est un édifice original, le plus léger assurément des ouvrages d'architecture de Puget, le monument le plus grec de l'antique cité phocéenne. L'air y circule librement et le soleil y joue avec l'ombre de la façon la plus pittoresque.
Leo Lagrange

En 1681 construyó su vivienda en el número 25 de la rue de Rome, en la esquina de la calle La Palud.
La Vieille Charité sigue siendo el mayor título de gloria del arquitecto Puget. El 27 de abril de 1671 se dio preferencia al proyecto de Puget y se colocó la primera piedra en Marsella el 14 de agosto de 1671. Este complejo de viviendas consta de un patio interior rodeado por un cuerpo de edificación con tres pisos de galerías superpuestas. En el centro de este patio se encuentra la capilla cuya primera piedra fue colocada el 20 de abril de 1679. Para esta capilla, Pierre Puget elabora un primer proyecto y luego un segundo que se realizará. La ejecución de este proyecto será larga, falta de suficientes créditos, pero será seguida personalmente por Pierre Puget, luego, después de su muerte, por su hijo François Puget hasta la consagración de la capilla en 1707. Esta obra singular con su cúpula en forma elipsoidal es la culminación de la investigación arquitectónica del artista.

## Fortuna crítica
Pierre Puget fue uno de los artistas más afamados del reinado de Luis XIV. Durante su vida fue admirado tanto en Roma como en París, y sus grandes esculturas de mármol en Versalles y Génova hicieron su reputación. El ilustre marsellés es el único que puede soportar la comparación con Miguel Ángel o Bernini. La importancia y la influencia del artista son bien reconocidas por la Corte. La Italia del norte y la Alemania central fueron profundamente influenciadas por Puget; aunque poco conocido, este fenómeno se explica por la pasión y el entusiasmo de los artistas que estaban lo suficientemente cerca de los maestros del barroco italiano o alemán.
Entre 1820 y 1860, el renombre de Puget conoce su mayor favor. Théophile Gautier escribió el 24 de agosto de 1854: 

Pierre Puget se ha convertido en el mayor estatuario de su época y quizás en el artista más francamente francés del que podemos vanagloriarnos.
Pierre Puget est devenu le plus grand statuaire de son époque et peut-être l’artiste le plus franchement français dont nous pouvons nous glorifier.
Théophile Gautier

 Puget fue, junto con Nicolas Poussin el artista nacional por excelencia; sus dos bustos tallados por Antonin Mercié adornan la entrada de la École des beaux-arts de París. El arquitecto Henri-Jacques Espérandieu repetirá este elogio en 1869 colocando dos medallones esculpidos por Philippe Poitevin en la entrada del Museo de Bellas Artes de Marsella en el Palais Longchamp.
A finales del siglo XIX, hubo un cambio y las obras de Puget fueron ya menos apreciadas. Louis Courajod escribió:

A pesar de los nombres de Poussin y Puget, estos artistas son falsos padrinos, falsos clientes de la escuela francesa.
Si grands que soient les noms de Poussin et de Puget, ces artistes sont de faux parrains, de faux patrons de l'école française.
Louis Courajod

La ciudad de Marsella, sin embargo, siente la necesidad de levantar un monumento a la gloria del artista, quizás gracias al libro de Léon Lagrange publicado en 1868.

## Iconografía

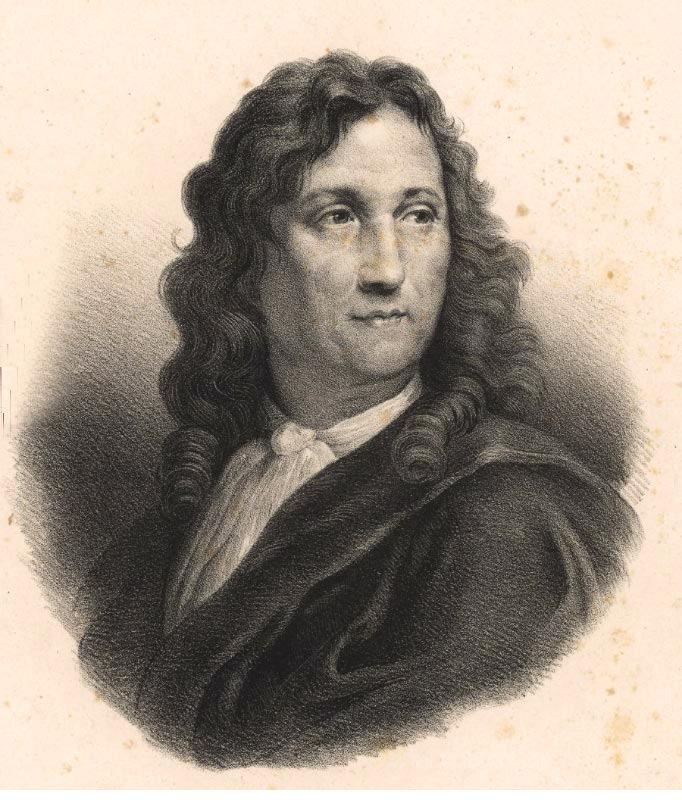
Pierre Puget, grabado de época.

La cara de Pierre Puget nos es conocida por dos retratos pintados uno alrededor de 1668, el otro alrededor de 1690, que se encuentran respectivamente en Aix-en-Provence en el museo Granet y en París en el museo del Louvre. Este último cuadro, pintado por su hijo François, servirá de modelo con variantes para dos grabados realizados por Charles Dupuis (1685-1742), y el otro por Edme Jeaurat.
El retrato más interesante es un busto de terracota que se realizó durante su vida alrededor de 1685 por su antiguo alumno Christophe Veyrier (1637-1689) (Aix-en-Provence, Musée Granet). Puget, entonces de unos sesenta años, estaba en el apogeo de su carrera; está representado sin peluca, los cabellos cortos, una simple corbata atada alrededor del cuello, pero el rostro autoritario. Este retrato será el modelo para los diversos monumentos erigidos en su honor esculpidos por Joseph Marius Ramus, Jean Marcellin, Henri-Édouard Lombard, Jean-Antoine Injalbert, Antoine François Consonove o François Sicard.
En 1801, el prefecto de Bouches-du-Rhone, Charles Delacroix, decidió hacer realizar el busto de Pierre Puget por el escultor Étienne Dantoine (1737-1809). En la misma época, la fuente de la rue de Rome en Marsella, que estaba frente a la antigua casa del artista, fue reconstruida y decorada con el busto; luego se retiraron el cuenco y la fuente. En 1912, el marmolista Jules Cantini ofreció al municipio un nuevo monumento adornado con una base y una columna estriada en cuya parte superior se encuentra el busto de Puget.
En 1816, un busto de Puget esculpido por Jean Joseph Foucou (1739-1821) se colocó en la parte superior de una columna en los jardines de la colina Puget.
En 1835, el escultor Jean-François Legendre-Héral hizo una escultura de Puget que, después de haber sido presentada en el Salón des artistes français del mismo año, fue colocada en el museo Fabre de Montpellier. En 1855, un escultor de Aix, Joseph Marius Ramus, realizó una estatua de mármol que compró el financiero Jules Mirès y que se instaló en la bolsa de valores, actual plaza del General de Gaulle de Marsella. Una campaña de prensa denunciará la fealdad del monumento que se desplazará a los jardines del parque Borely. François Consonove también hizo un busto de mármol que se encuentra en el Museo de Bellas Artes de Marsella.
En 1857, el escultor Antoine Étex hizo una estatua de Puget que adorna la fachada del Palais du Louvre, en el ala de Denon del patio de Napoleón, en París. En 1864, otro escultor, Jean Marcellin, hizo otra estatua de Puget para el patio principal de la prefectura de Bouches-du-Rhône en Marsella.
Alrededor de 1885, un comité presidido por el periodista Horace Bertin se constituyó en Marsella para la ereción de una estatua que representase a Puget y se abrió una suscripción. Se lanzó un concurso y se seleccionaron cinco escultores: Henri-Édouard Lombard, Jean-Antoine Injalbert, Jean-Baptiste Hugues, Paul Ducuing y Jean-Baptiste Belloc. Después de una segunda prueba, Lombard, Gran Premio de Roma, fue seleccionado el 21 de agosto de 1897. Esta estatua sustituyó a la de Joseph Marius Ramus en la plaza del General de Gaulle y será inaugurada el 16 de septiembre de 1906 por el entonces presidente de la República Armand Fallières. En 1970, la estatua fue desmontada y recolocada unos meses más tarde en la parte superior del cours Pierre-Puget, e inaugurada por el alcalde Gastón Defferre el 20 de febrero de 1971.
En 1891 Jean Antoine Injalbert realizó una estatua que está instalada en los jardines Alexander I de Toulon.

Obras en homenaje a Pierre Puget
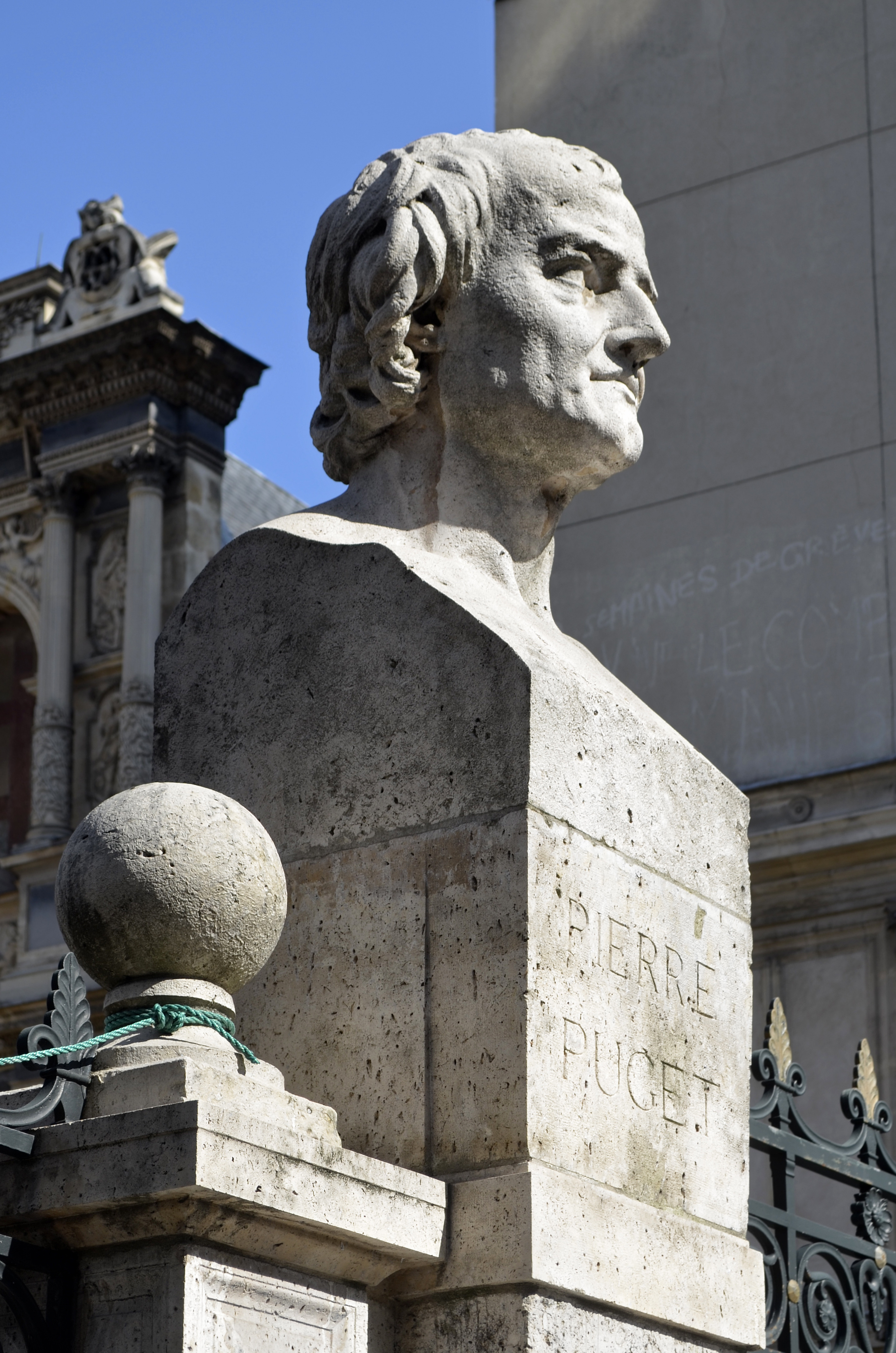
Antonin Mercié, Buste de Pierre Puget à l'entrée de la École des beaux-arts de Paris.
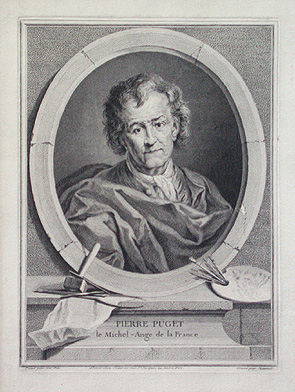
Grabado de Edme Jeaurat.
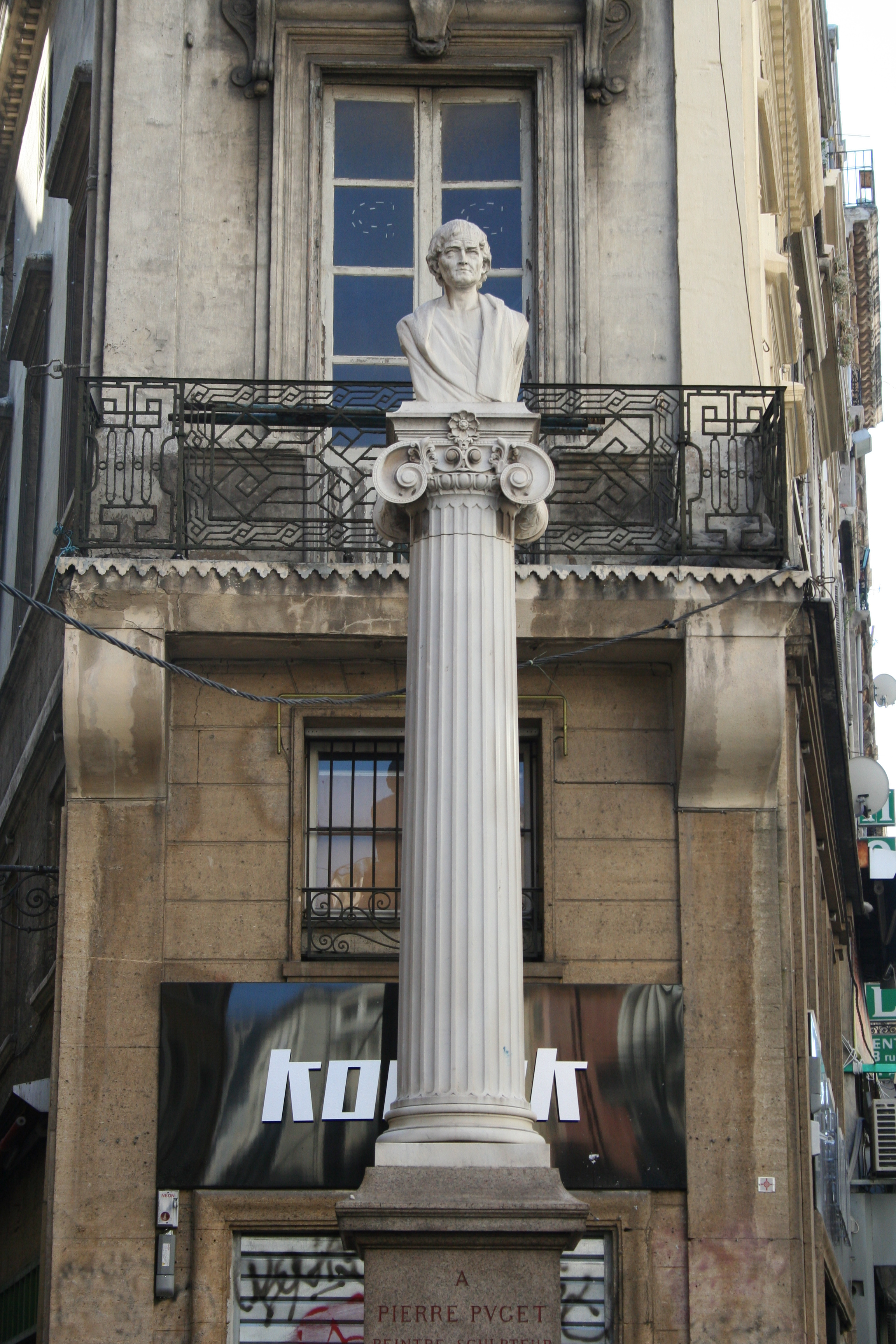
Étienne Dantoine, Monument à Pierre Puget, Marsella, casa de Puget.
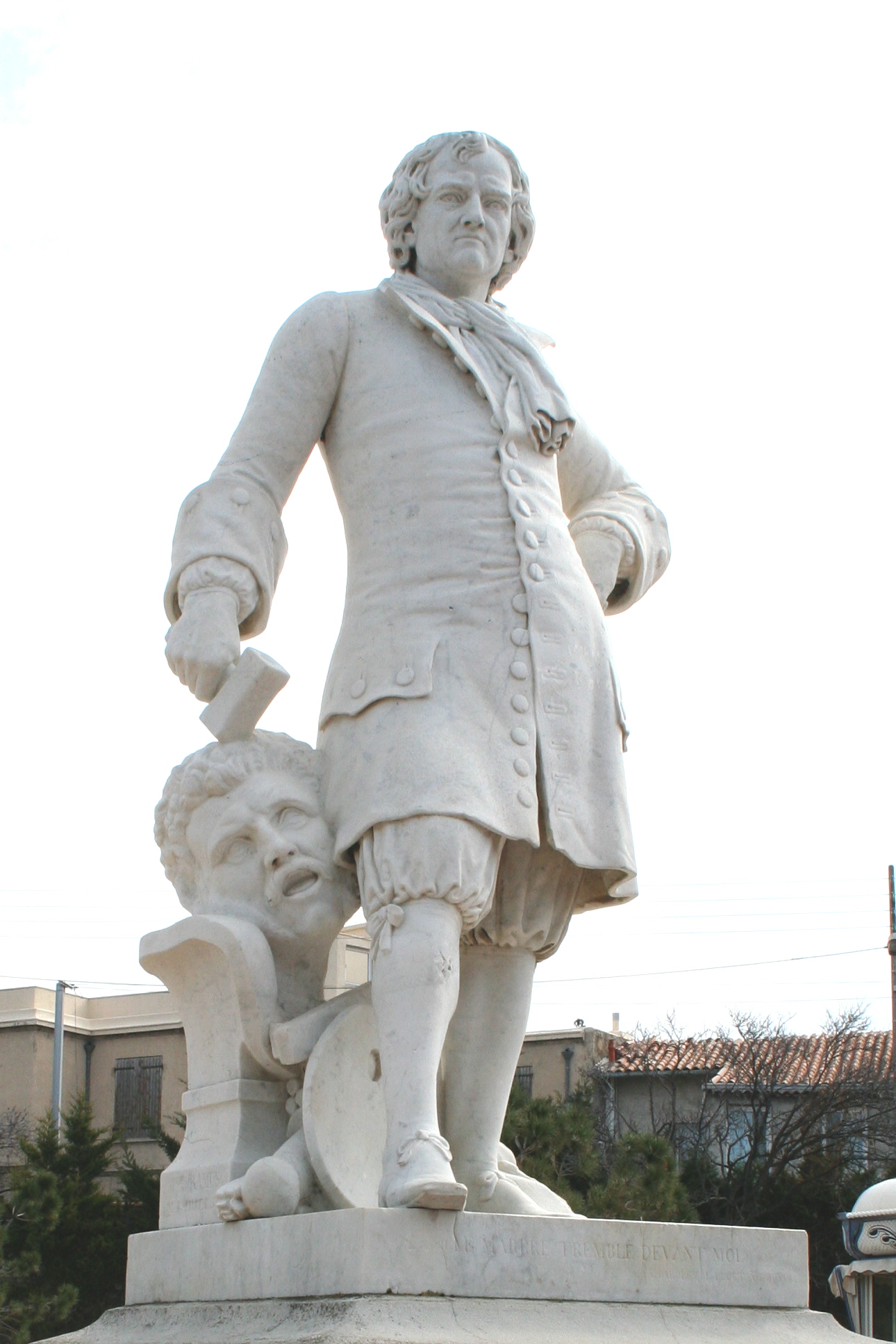
Joseph Marius Ramus, Statue de Puget, Marsella , parque Borély.
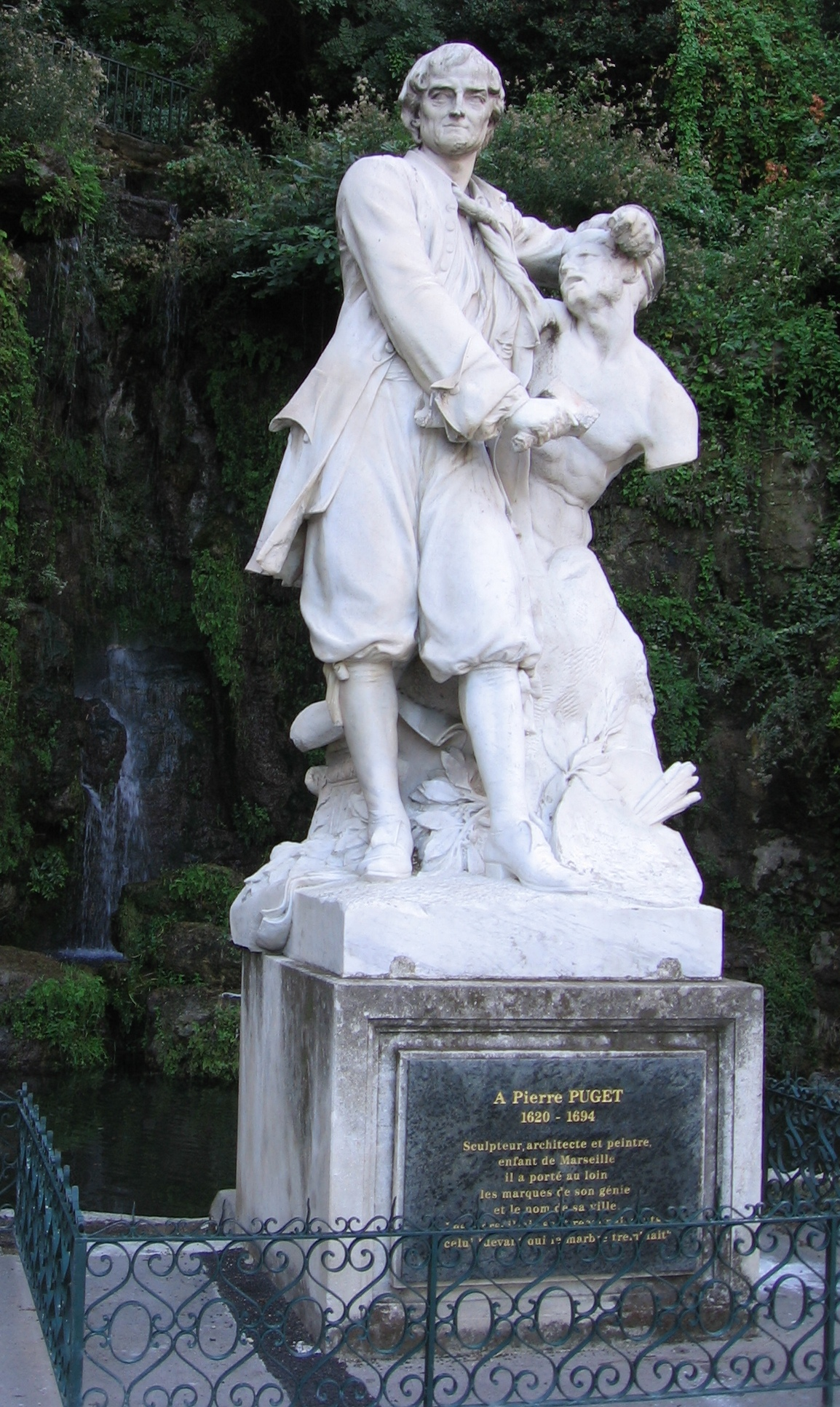
Henri-Édouard Lombard, Monument à Pierre Puget, Marsella.
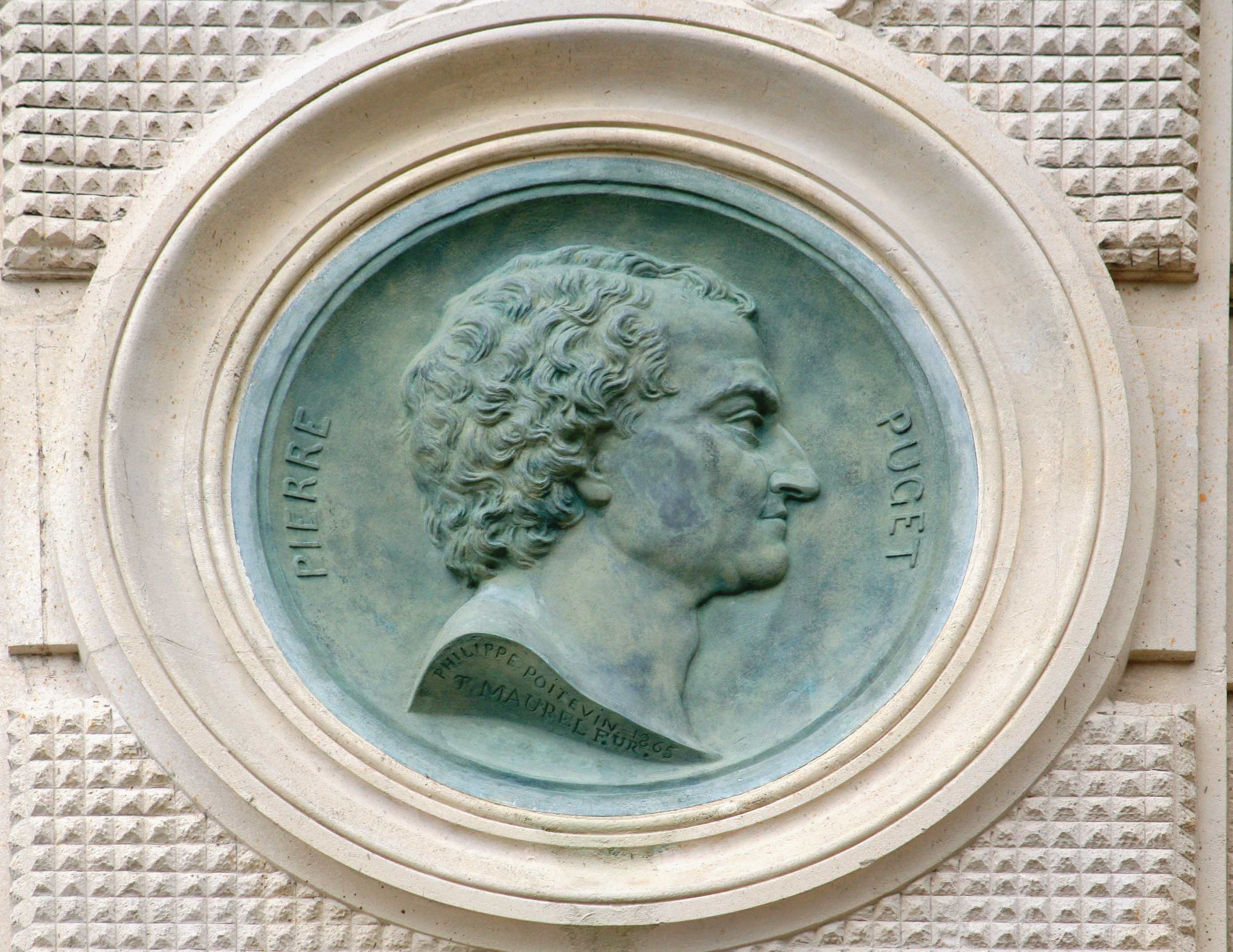
Philippe Poitevin, retrato en medallón de, bronce, Museo de Bellas Artes de Marsella.
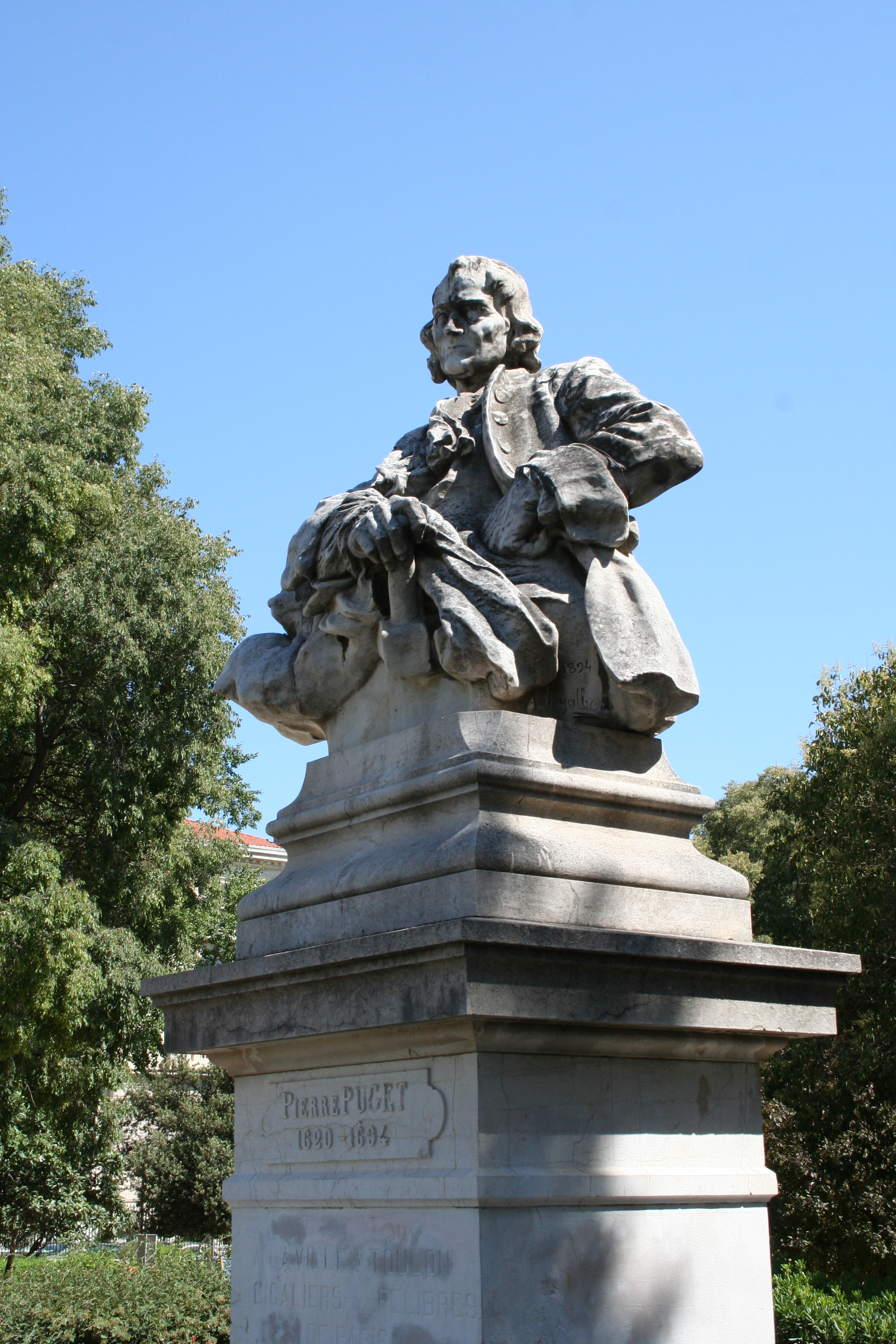
Jean-Antoine Injalbert, Statue de Puget, Toulon, jardín Alexandre Ier.

## Colecciones públicas
Las principales obras de Pierre Puget se conservan en las siguientes ciudades:
En Alemania
- Berlín , Alte Nationalgalerie:

- L'Assomption de la Vierge [La Asunción de la Virgen], bajo relieve en mármol
- Hercule au repos [Hércules en reposo], o Hercule debout [Hércules de pie], mármol

En Canadá
- Quebec, musée de l'Amérique française: David tenant la tête de Goliath [David con la cabeza de Goliat], óleo sobre lienzo
- Ottawa, musée des beaux-arts du Canada: Buste du roi David [Busto del rey David], mármol con pátina pardusca[23]

En Estados Unidos
- Boston, museo de Bellas Artes de Boston: Chantier naval près de ruines antiques [Astillero cerca de ruinas antiguas], pluma[24]
- Cleveland, Museo de Arte de Cleveland:

- Philosophe [Filósofo], busto en mármol
- Alexandre Sauli, terracota

- Detroit, Detroit Institute of Arts: L'Enlèvement d’Hélène de Troie [El secuestro de Helena de Troya], bronce

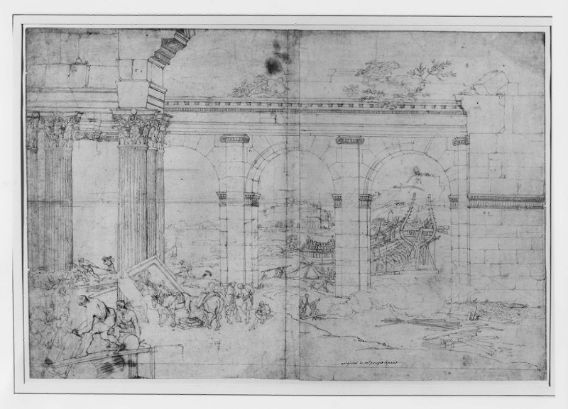
Chantier naval près de ruines antiques, musée des beaux-arts de Boston.

- New York, Metropolitan Museum of Art: Projet de décoration d'un vaisseau, projet de tabernacle, Vaisseau en mer [Proyecto de decoración de embarcaciones, Proyecto del tabernáculo, Embarcación en el mar], pluma y lavado[26]

En Francia
- Aix-en-Provence

- Musée Granet:

- La Visitation, óleo sobre lienzo
- Autoportrait [Autorretrato], óleo sobre lienzo
- Alexandre Sauli, terracota
- Buste de Marc Aurèle [Busto de Marco Aurelio], terracota
- Buste du roi David [Busto del rey David], terracota
- Buste de Caton [Busto de Catón], terracota

- Musée des Tapisseries:L’Annonciation [La Anunciación], óleo sobre lienzo

- Bayona, museo Bonnat-Helleu:

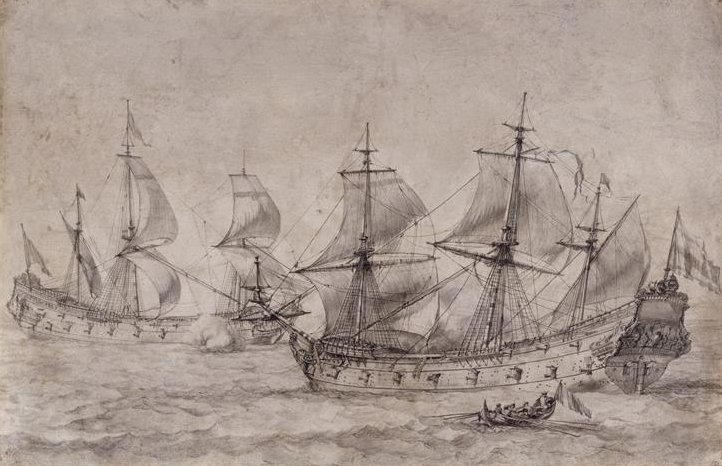
Deux vaisseaux sous voiles, Bayona, musée Bonnat-Helleu.

- Deux vaisseaux sous voiles [Dos embarcaciones a vela], pluma
- Grand voilier navire de guerre [Gran navío velero de guerra ], pluma

- Dijon, museo Magnin: Milon de Crotone, sanguina[BJ 6]
- Grand-Camp (Eure), iglesia parroquial: Saint Pierre portant les clefs du paradis [San Pedro con las llaves del paraíso], óleo sobre lienzo
- Gray (Haute-Saône), musée Barón-Martin: Projet de fontaine (Fontaine Borghese) [proyecto de fuente (fuente Borghese)], pluma y lavado de bistre, 23 x 36 cm
- Lyon, Académie des sciences, belles lettres et arts:

- Buste de Caton [Busto de Catón], mármol
- Buste d'Homère [Busto de Homero], mármol sur piédouche

- Marsella

- Musée des beaux-arts:

- Sainte Cécile, óleo sobre lienzo
- Baptême de Constantin [Bautismo de Constantino], óleo sobre lienzo
- Baptême de Clovis [Bautismo de Clovis], óleo sobre lienzo
- Le Sacrifice de Noé [El sacrificio de Noé], óleo sobre lienzo
- Le Sauveur du monde [El Salvador del mundo], óleo sobre lienzo
- La Vierge apprenant à lire à l'enfant Jésus [La Virgen aprendiendo a leer al niño Jesús], óleo sobre lienzo
- Le Sommeil de l'enfant Jésus [El sueño del niño Jesús], óleo sobre lienzo
- La sainte famille au palmier [La Sagrada familia de la palma], óleo sobre lienzo
- L'Homme au compas ou Portrait de Gaspard Puget [Hombre con brújula o retrato de Gaspard Puget], óleo sobre lienzo
- L'éducation d'Achille, L'éducation d’Achille par le centaure Chiron [La educación de Aquiles, La educación de Aquiles por el centauro Quirón], acuarela con resaltes de gouache
- La Vierge donnant le scapulaire à saint Simon Stock [La Virgen entregando el escapulario a San Simón Stock], óleo sobre lienzo
- Projet d'autel et de baldaquin [Proyecto de altar y dosel], pluma de tinta negra
- Projet de relief en marbre représentant l'espérance [Proyecto en relieve en mármol representando la esperanza], pluma de tinta marrón
- La Vierge et l'enfant Jésus [La Virgen y el niño Jesús], sanguina
- Alexandre et Diogène, pluma de tinta negra
- Étude de cheval [Estudio de caballo], sanguina
- Deux galères [Dos galeras], pluma
- Vaisseau tirant le canon [Buque disparando el cañón], pluma
- Vaisseaux contre une colonne en ruine [Naves contra una columna en ruinas], pluma
- Vaisseaux dans la rade de Marseille [Naves en el puerto de Marsella], pluma
- Vaisseau en mer [Nave en el mar], pluma
- Armement d'un vaisseau près d'un chantier naval [Armamento de un barco cerca de un astillero], pluma
- Embarquement de troupes en rade de La Ciotat [Embarque de tropas en el puerto de La Ciotat], pluma
- Le Port et la rade de Toulon [El puerto y la rada de Toulo], pluma
- La Lapidation de saint Étienne [La lapidación de san Esteban], bajorrelieve en terracota
- Louis XIV, medallón en mármol
- Louis XIV à cheval [Luis XIV a caballo], bajorrelieve en mármol
- Salvator Mundi, busto en mármol
- Le Faune [El Fauno], mármol
- Le Faune `El Fauno], terracota
- Peste de Milan [Peste de Milán], bajorrelieve en mármol

- Musée Grobet-Labadié:

- Étude préparatoire pour la statue du bienheureux Alexandre Sauli [Estudio preparatorio para la estatua del Beato Alexander Sauli], lavado
- Étude d'enfant [Estudio de niño], sanguina
- Arrière du vaisseau Île-de-France [Trasera del barco de Île-de-France], pluma y lavado

- Montpellier, museo Atger:

- Projet de tabernacle `Proyecto de tabernáculo], pluma y lavado
- Milon de Crotone, sanguina
- Persée et Andromède [Perseo y Andrómeda], sanguina
- Tempête [Tormenta], pluma

- París
  - École des beaux-arts: Hercule, esbozo en terracota

- Museo del Louvre:

- Trois vaisseaux avec les marques de leur dignité [Tres naves con las marcas de su dignidad], pluma
- Vue de mer [Vista al ma], pluma tinta negra
- Galère sortant du port de Marseille [Galera saliendo del puerto de Marsella], piedra negra
- Galère et deux vaisseaux sur voile [Galera y dos barcos en vela], réplica del dibujo del museo de Toulon titulado Vue d’une galère et de deux vaisseaux sur mer calme[Vista de una galera y dos barcos en mar en calma]
- Vue d'un port avec une façade et un trophée d'armes [Vista de un puerto con una fachada y un trofeo de armas], pluma de tinta negra
- Milon de Crotone, grupo en mármol
- Persée délivrant Andromède [Perseo entregando a Andrómeda], grupo en mármol
- Alexandre et Diogène [Alejandro y Diogenes], alto relieve en mármol de Carrara
- Hercule gaulois
- Christ mourant sur la croix [Cristo muriendo en la cruz], bajorrelieve en terracota

- Petit Palais: Saint Sébastien [San Sebastián], terracota

- Rennes, museo de Bellas Artes: Étude pour le Milon de Crotone [Estudio para el Milon de Crotone], lavado[BJ 17][27]
- Ruan, museo de Bellas Artes:

- Hercule terrassant l'Hydre de Lerne, o Hercule de Vaudreuil [Hércules abatiendo a la Hidra de Lerna, o Hércules de Vaudreuil], escultura
- Navire devant un promontoire [Nave en frente de un promontorio], pincel, pluma y lavado

- Toulon:

- Antiguo ayuntamiento: Atlantes, pierre
- Catedral: Apparition de la Vierge au bienheureux Félix de Cantalice [Aparición de la Virgen al beato Félix de Cantalice], óleo sobre lienzo
- museo de arte: Vue d'une galère et de deux vaisseaux sur mer calme [vista de una galera y dos barcos en mar tranquilo], pluma
- Musée d’histoire de Toulon et de sa région:

- Berger à l’agneau [Pastor con cordero], terracota
- Berger les bras ouverts [Pastor con los brazos abiertos], terracota

En Italia
- Génova

- Iglesia de Santa María de Carignan:

- Saint Sébastien [San Sebastián], estatua
- Le Bienheureux Alexandre Sauli [Beato Alexandre Sauli], grupo en mármol
- Immaelée conception [Inmaculada Concepción], estatua

- Museo de Sant Agostino: Vierge à l’enfant [ Virgen y el Niño], grupo en mármol
- Oratorio: L'Immaculée conception [La Inmaculada Concepción], mármol

## Homenajes diversos
Una estrofa del poema «Les phares», en la sección «Spleen et Idéal» des Fleurs du mal de Charles Baudelaire está dedicada a Puget, junto a Rubens, De Vinci, Rembrandt, Michelangelo, Watteau, Goya, Delacroix:

Coleras de boxeador, imprudencia de fauno,
Tú que supiste recoger la belleza de las entrañas,
Gran corazón henchido de orgullo, hombre débil y amarillo,
Puget, melancólico emperador de los forzados (...)
Colères de boxeur, impudences de faune,
Toi qui sus ramasser la beauté des goujats,
Grand cœur gonflé d'orgueil, homme débile et jaune,
Puget, mélancolique empereur des forçats (…)

El 22 de mayo de 1961 se emitió un sello postal, con un valor de 0,2+0,1 francos, con la imagen de Pierre Puget. La obliteración del primer día tuvo lugar en Marsella el 21 de mayo.
Se organizaron varias exposiciones en su honor, especialmente en 1970 con motivo del 350.º aniversario de su nacimiento, y en 1994 para el tercer centenario de su muerte.
Su nombre fue dado a una sala en el Museo del Louvre en París, una plaza en el corazón de Toulon, a una calle en Marsella: el cours Pierre-Puget, y a una calle en Ermont.